# الزرادشتية
الزرادشتية وتعرف بالمجوسية الزرادشتية وهي إحدى أديان المجوسية ولم يبقَ غيرها وتعتبر أيضا من أديان المازدية وجوهر عقيدة الديانة الزرادشتية هي مثنوية الاعتقاد بوجود اله الشر واله خير وهما اهريمان وأهورامزدا وبينما صراع مستمر وأصبحت الزرادشتية الدين الرسمي في القرن الثالث الميلادي في الإمبراطورية الساسانية يقدس الزرادشتيون النار، وهناك عدة آراء حول ذلك منها الارتباط بين قداسة النار وقداسة الشمس نتيجة التأثر بالميثرائية وعبادة ميثرا إله الشمس الفارسي، ومنها أن النار ترمز للنور مقابل الظلمة أو الخير مقابل الشر.
المعلومات حول تاريخ ظهور الزرادشتية وما عقائدها ومماراستها شحيحة جدا ومن صعب تحديدها وخاصة مع وجود تناقض في مصادر المتاحة وبينما الافتسا التي يشار بأنها من تاليف زرادشت وكتاب المقدس للديانة ومصدر العقيدة الا انه علماء المعاصرين متفقون بان زرداشت لم يقوم بتاليف الافستا ما عاده مقطع قصير يسمى "الجاثة" هذا المقطع الوحيد الذي يمكن القول انه ربما من تأليف زرادشت إلا أنه هذا مقطع لا يذكر أهريمان ويعتقد علماء بان بقية أقسام الافستا وهن خورده آفاستا .وفيسبيراد جراء تاليفه في عصر الساساني بينماياسنا وياشتسوفينديداد. لا يمكن تحديد متى تم تالفيهم.
وكما تعرضت الزرادشتية لتاثيرات من أديان أخرى في عصور مختلفة أدت الى تغيرات في عقيدة ومماراستها الدينية وظهور طوائف كاملة مثل آذرکیوانیان والخرمية والكيومرثية
وكان تاثير الأكبر ,ذكر الباحث آرثر كريتنس المختص في تاريخ الفرس بأنه مما يدل على تعرض الأفستا للتحريف وحذف قسم منه وادخال فيه عقائد وتشريعات جديدة هو اننا تصورنا التي كتبت بعد الساسانين من جهة وبين الزرادشتية التي تدلنا علبها المصادر غير الايرانية من جهة أخرى ظهر لنا الاختلاف واضحا مما يدل على أن الزراشدية قد تعرضت لانهيار مروع بسبب سقوط الدولة الساسانية على ايدي المسلمين فوجد رجال الدين الزراشتي أنفسهم بين الاستلام او العمل لانقاد دينهم فقالوا بمجهود عظيم لمنع تحلل وانهيار الزراشدية، فكان عملهم ان تصرفوا في الافستا بالزيادة والنقصان فحذفوا منه العقيدة الزورانية وقضوا على فكرة عبادة الشمس لتقوية التوحيد في الديانة الزراشدية واحدثوا تعديلات اخرى

## نصوصها
وأهم نصوص الديانة هي نصوص الآفستا، التي تتضمن كتابات زرادشت المعروفة باسم الجاثاس، وهي قصائد طقوسية غامضة تحدد مفاهيم الدين، والتي هي في ياسنا، خدمة العبادة الرئيسية للزرادشتية الحديثة. قسمت الفلسفة الدينية لزرادشت الآلهة الإيرانية المبكرة للتقاليد البدائية الهندية الإيرانية إلى انبثاق العالم الطبيعي مثل أهورا وديوها، هذه الأخيرة لا تعتبر مستحقة للعبادة. أعلن زرادشت أن أهورامزدا كانت الخالق الأسمى، والقوة الإبداعية والداعمة للكون من خلال آشا (الحق/الحقيقة)، وأن البشر مُنحوا الاختيار بين دعم أهورامزدا أو عدمه، مما يجعلهم مسؤولين في النهاية عن اختياراتهم. على الرغم من أن أهورامزدا ليس لديه قوة تنافس متساوية، إلا أن أهريمان (روح / عقلية مدمرة)، التي ولدت قواها من أكا مانا (التفكير الشرير)، تعتبر القوة المناهضة الرئيسية للدين، وتقف ضد امشاسفندان (الروح الإبداعية / عقلية). طور الأدب الفارسي الأوسط أهورامزدا إلى أبعد من ذلك أهريمان، يتقدم به ليكون الخصم المباشر لأهورامزدا.
بالإضافة إلى ذلك، فإن قوة الحياة التي نشأت من أهورامزدا، والمعروفة باسم آشا (الحقيقة ، النظام الكوني)، تقف في مواجهة دروج (الباطل والخداع). تعتبر أهورامزدا خيرة تمامًا ولا ينبع شر من الإله. تعمل أهورامزدا في جاتاج (عالم المواد المرئية) ومانواج (العالم الروحي والعقلي غير المرئي) من خلال السبعة (ستة عند استبعاد امشاسفندان"(الروح الإبداعية / عقلية)").

## التاريخ

### بدايتها

#### الظهور

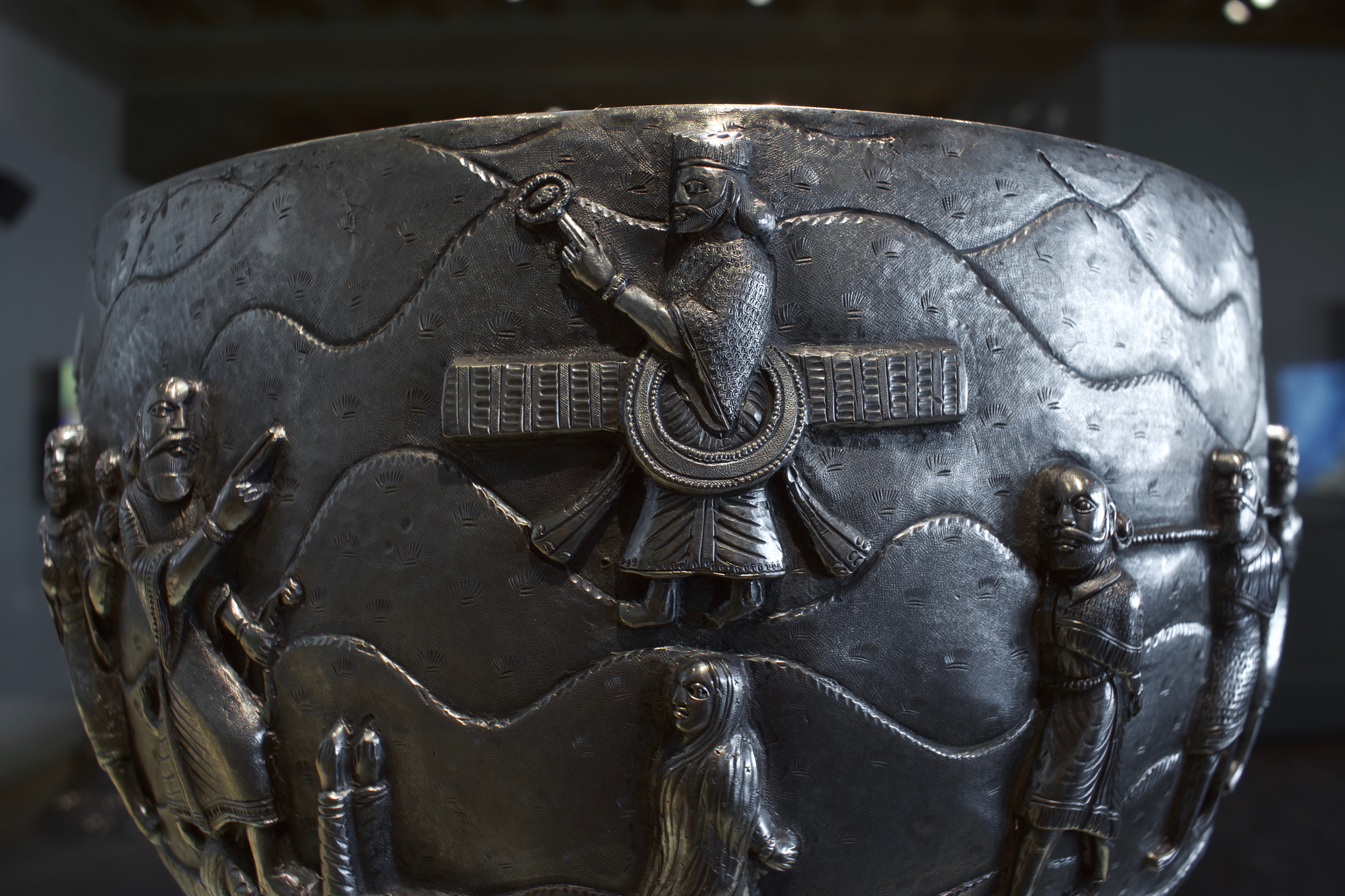
وعاء احتفالي بموضوعات زرادشتية

بينما يقال ظهرت في بلاد فارس قبل 3500 سنة  في المنطقة الشرقية من الإمبراطورية الأخمينية عندما قام الفيلسوف زرادشت بتبسيط مجمع الآلهة الفارسي القديم إلى مثنوية كونية: سبتامينو (العقلية التقدمية) وأنكرامينو (قوى الظلام أو الشر) تحت إله واحد وهو أهورامزدا (الحكمة المضيئة).

### التاريخ القديم

#### الآراء

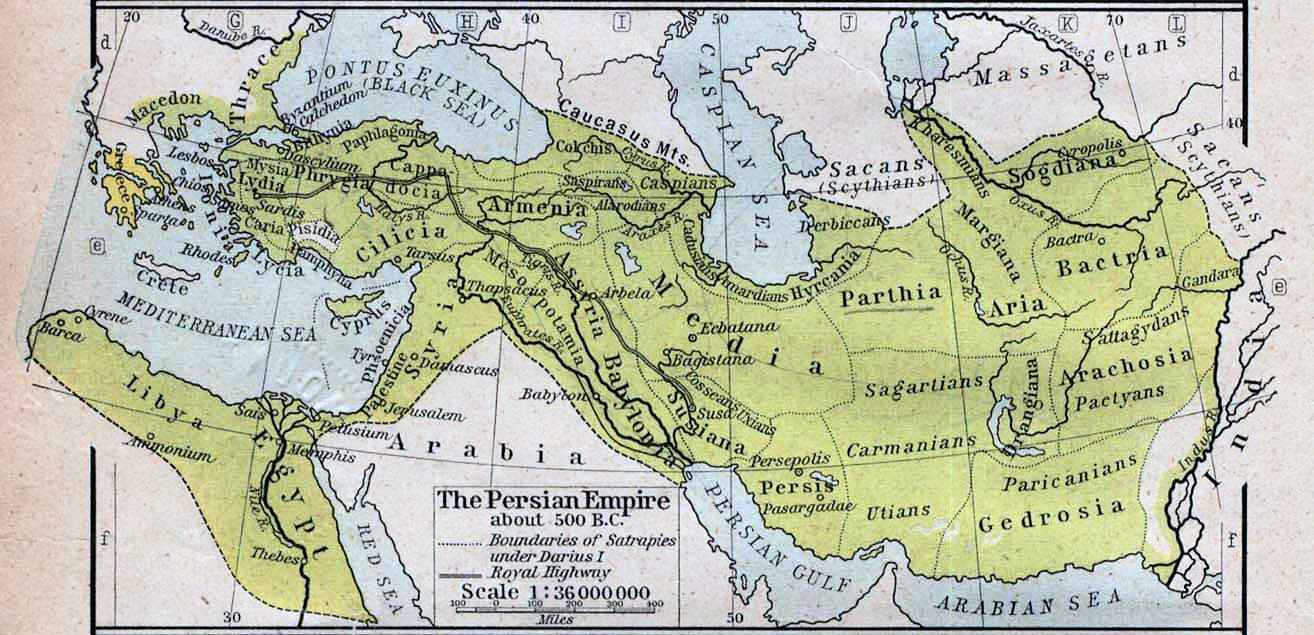
الإمبراطوريَّة الأخمينية في أقصى اتساع لها، كانت الزرادشتية دين الإمبراطورية مع التسامح مع أتباع المعتقدات الأخري كاليهودية والوثنية.

يظنُّ الباحثون أنَّ أصول الديانة الزرادشتية في نظام عقائدي ديني شاع بين الشعوب الهندوإيرانيَّة مع بداية الألفيَّة الثانية قبل الميلاد، ورغم أنَّ الأدبيات الزرادشتية تُعِيد أصول الديانة إلى زرادشت، الذي عاش في القرن العاشر قبل الميلاد وفق الأساطير الزرادشتية، 

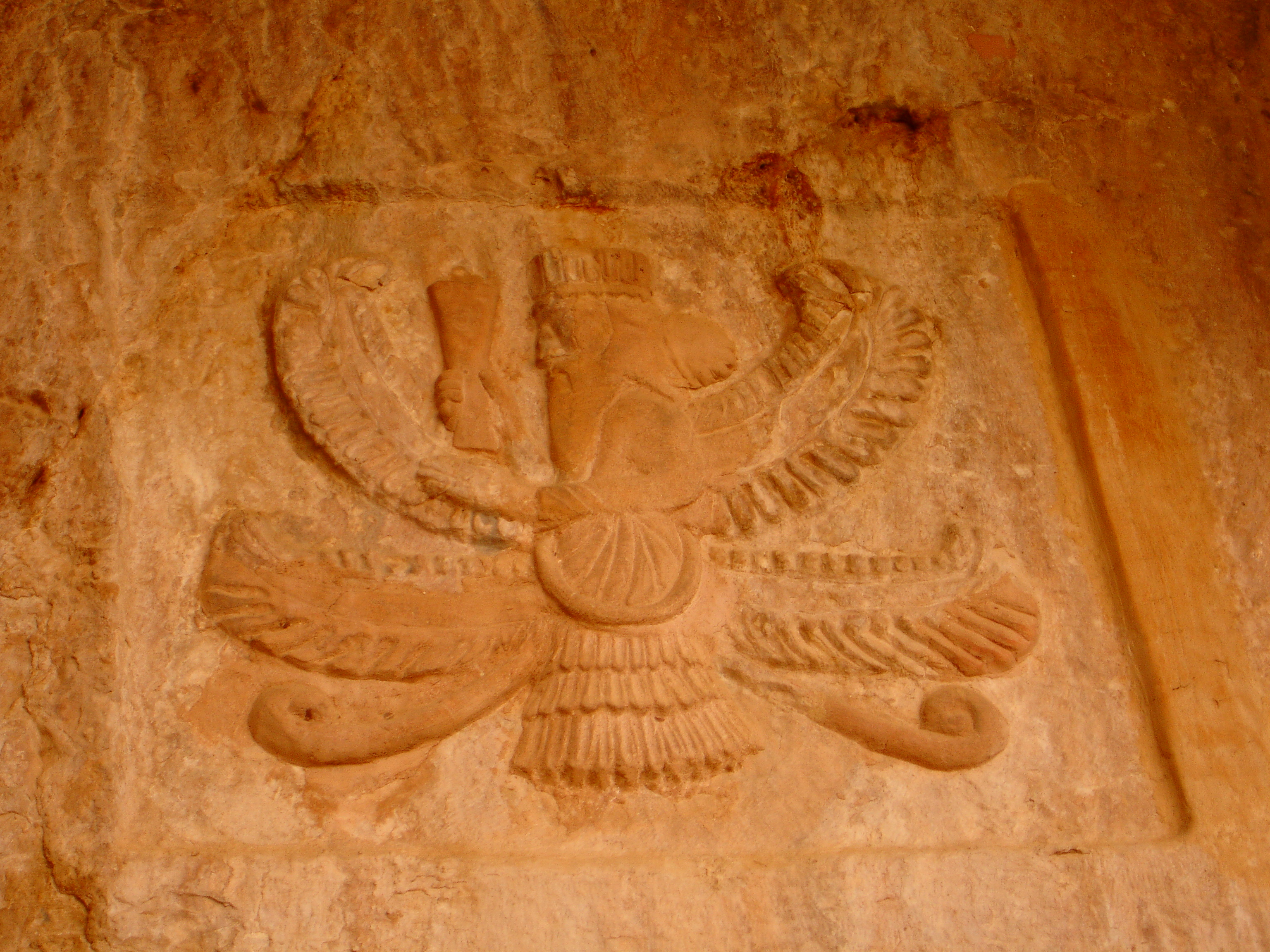
معبد زرادشتي قديم في السليمانية يظهر عليه صورة النبي زرادشت.

إلا أنَّ الرأي المستقر بين الباحثين هو أنَّ زرادشت مصلح ديني أكثر من كونه مؤسس دين، بل أنَّ بعض نصوص الآفستا سبقت زرادشت بمدةٍ طويلةٍ، ومما لا شكَّ فيه أن زرادشت حاول إنهاء تعدُّد الآلهة الموجود آنذاك في الديانة الإيرانيَّة القديمة، وحاول استبداله بنظام عقائدي توحيدي، وتركت جهوده الإصلاحيَّة تأثيراً عظيماً، وهو ما أدَّى بعد قرون عدَّة إلى انبثاق ديانة إيرانيَّة جديدة نُسِبت إلى زرادشت. وأوَّل إشارة إلى الديانة الزرادشتيَّة وصلت إلينا تعود إلى القرن الخامس قبل الميلاد، في «تاريخ» هيرودوتس المؤرخ الإغريقي، وأتمَّ هيرودوتس تأليف كتابه في 440 قبل الميلاد تقريباً، وتضمَّن كتابه وصفاً للمجتمع الفارسي القديم وعرضاً لبعض السلوكيات الدينيَّة المتعلقة بالزرادشتيَّة، ويُعدُّ تاريخ هيرودوتس مصدراً رئيسياً لدراسة الزرادشتيَّة في تلك الفترة من تاريخها، خاصةً ما يتعلَّق بدور الكهنة المجوس (Magi). وفقاً لما نقله هيرودوتس فما حُرِّف لاحقاً في اللغة العربية - لفظاً ومعنى - إلى المجوس يشير إلى كهنة إحدى القبائل الميدية السبعة، وكانت شعوب الهضبة الإيرانية تُعرَف بالميدية قبل انبثاق الإمبراطورية الأخمينية، ويشير بالتحديد إلى طائفة الزرفانية المتأثِّرة بالتقليد الكهنوتي في أديان الشرق الأدنى القديم والبحر المتوسط، وكان لهذه الطائفة بالغ التأثير في بلاط الحكام الميديين. عقب توحيد الممالك الميديَّة والفارسيَّة في إمبراطورية جديدة تحت سلطة كورش الأكبر تقلص نفوذ كهنة الزرفانية في إدارة السلطة، واستمرَّ الأمر كذلك في عهد خليفته وابنه قمبيز الثاني، خاصةً بعد ذرء الكهنة بذور حركة معارضة للسلطة الجديدة. وفقاً لهيرودوتس بعد أن فقد الكهنة نفوذهم عملوا على إثارة تمرِّد ضد قمبيز الثاني، وايدوا زعم بارديا في الحكم، الذي زعم كونه الابن الأصغر لكورش رغم ظن المؤرخين انه في الواقع كاهن متلبس. بدءً من عهد دارا الأول استؤنف تقليد الإخلاص إلى أهورامزدا المألوف عند الحكام الميديين، كما نجد في نقش بيستون، ولم يحتل أهورامزدا هذه المكانة لدى الاخمينيين قبل داريوس، مع ان ديانة داريوس غير معروفة تحديدا كون عبادة اهورامزدا في تلك الفترة ليست محصورة في تعاليم زرادشت. عددٌ من النصوص التي تُضَمُّ اليوم إلى خلاصة الآفيستا يُقدَّر زمن تأليفها في العصر الأخميني، وفي هذ العصر طُوِّر التقويم الزرادشتي.

#### الأساطير

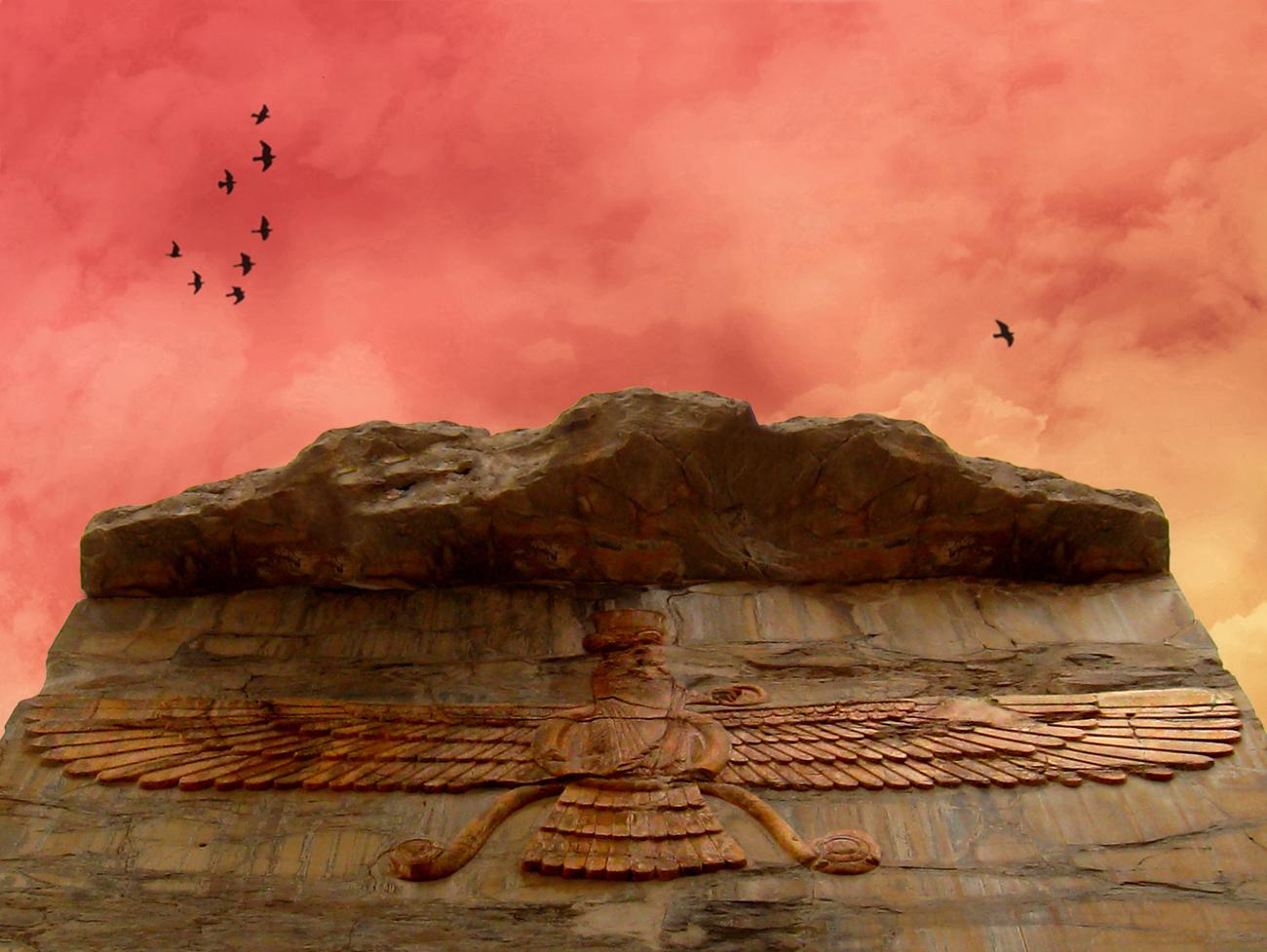
فارافاهار هو رمز الديانة الزرادشتية ويحوي صورة لزرادشت على شكل طائر، الصورة مأخوذة في بيرسيبوليس

وفقاً للأساطير الزرادشتية المتأخِّرة المُدوَّنة في «دنكارد» و«كتاب أردافيراف» فُقِدَت العديد من النصوص الدينية المُقدَّسة نتيجة لاجتياح قوات الإسكندر الأكبر مدينة تخت جمشيد وتدمير المكتبة الملكية فيها. يعامل المؤرخون هذه الأساطير بحذر، مع ذلك فإنَّ زعم إتلاف النصوص الزرادشتية المُقدَّسة يؤازره ما دوَّنه ديودور الصقلِّي في «بايبلوتيكا هيستوريكا» (Bibliotheca Historica) أن جيوش الإسكندر بالفعل دمرت كتب الزرادشتية المُقدَّسة، لكنَّه لم يذكر شيئاً عن تدمير مكتبة ملكية. وفي عام 1882 وثَّق سكولزه - عالم آثار - بقايا حريق تحت قصر خشايارشا الأوَّل، وقد يُنظَر إلى هذه البقايا كدليل محتمل على صحَّة الأسطورة. أمَّا بقيَّة القصص المدوَّنة في «دنكارد» فهي ذات طابع خيالي ويُرجَّح كونها مُختلَقة، كالحديث عن نصوص مقدَّسة مكتوبة بحبر ذهبي على ورق نفيس، ولا دليل آخر على تدمير مكتبة ملكية لذا يفترض المؤرخون أن هذه القصة مبتدعة أيضاً. مثَّل غزو الأسكندر تهديداً للعقائد الزرادشتيَّة حيث استبدلت في مناطق عديدة من الإمبراطورية الأخمينية بعقائد هلنستية، لكنَّ الزرادشتيَّة لا زالت بعيدة جداً عن الاندثار فاستمرَّت ممارستها في كثير من مراكز الإمبراطورية السابقة، وعلى وجه التحديد استمر وجودها في مناطق الأناضول وبلاد الرافدين والقوقاز. في مملكة كابادوكيا - التي كانت في السابق مستعمرة فارسية تابعة للإمبراطورية الأخمينية في آسيا الصغرى - لم تواجه الزرادشتية منافسة هلنستية نظراً لعزلة المملكة وانقطاع صلاتها مع إيران، وسجَّل فيها سترابو وجود معابد تتوسطها نار يحرص الكهنة على بقاءها محترقة إلى الأزل.

#### غزو الإسكندر
لم تسترجع الزرادشتيَّة مكانتها بعد غزو الإسكندر حتى نهاية العصر البارثي، مع ذلك في هذه الفترة وجِدَ شكل من الزرادشتيَّة في الأساطير الأرمينية القديمة. أوَّل إحياء للسيطرة الزرادشتية كان في منطقة القوقاز الذي روَّج فيها الساسانيون الزرفانيةَ بنجاح، وبعد سيطرة الساسانيين على بارثيا عادت الزرادشتيَّة لتسيطر على كامل الهضبة الإيرانيَّة مجدداً. بسبب العلاقة السيئة بين الساسانيين والإمبراطورية الرومانية في عهدها المسيحي والبيزنطيَّة لاحقاً لم يتقبَّل الساسانيون المسيحية الرومانيَّة، وتعرَّض معتنقيها للاضطهاد، لكنَّ المسيحية الشرقية ازدهرت في جورجيا على وجه الخصوص وأصبحت الديانة الرئيسية هناك متفوقةً على الزرادشتيَّة التي انحسرت مع الزمن.

### التاريخ الوسيط
تراجعت الزرادشتية منذ القرن السابع بعد الفتح الإسلامي لفارس في الفترة ما بين عام 633 وعام 654. وقامت الأنظمة الإسلامية بتدمير معابد النار. وكان الزرادشتيون الذين يعيشون تحت الحكم الإسلامي مطالبين بدفع ضريبة تسمى الجزية.

#### تأثر الزرادشتية وتأليف واقتباس القصص من الأديان الأخرى

##### الإضافة في سيرة القدسيين
الإيمان بزراغوسترا كنبي. عندما تفاعل الزرادشتيون في الدول الأخمينية والبارثية (الأرساسية) والساسانية مع اليهود والمسيحيين، بدأوا في تطوير سيرة قديسة أو سيرة مقدسة لزرادوشترا (زرادشت) مماثلة في موضوعاتها لتلك الخاصة بموسى وعيسى. قام "اللاهوتيون" المجوس هربدان بإعدام الغاس للحصول على تفاصيل يمكن أن تُنسب إلى حياته وأوقاته ومهمته وأتباعه. تم استكمال سير القديسين في العصر الساساني بمقارنات مع السيرة أو النص عن حياة النبي محمد بين القرنين السابع والثالث عشر. في هذا التقليد الذي تم تقديسه في العصور الوسطى حول زاراوشترا باعتباره نبي إيران القديمة ومؤسس الديانة الزرادشتية وبما أن الزرادشتيين تحملوا قرونًا من وضع الأقلية بين المسلمين والمسيحيين والهندوس، فقد أصبحت سيرة القديسين هذه ذات شعبية متزايدة، لأنها وفرت أرضية مشتركة مع أتباع الديانات الأخرى، وخاصة الإسلام، الذي بموجبه أصبح الزرادشتيون يُنظر إليهم على أنهم "ديمي" محميون. أقلية."

##### بد كتابة كتب الدينية
عندما فقد الزرادشتيون السيطرة السياسية على إيران لصالح العرب المسلمين في القرن السابع، وبعد ذلك بدأ الزرادشتيون في اعتناق الإسلام ببطء ولكن بثبات، حاول المجوس الحفاظ على معتقداتهم وتقاليدهم وتقاليدهم عن طريق كتابتها، أولاً باللغة الفارسية الوسطى وبعد ذلك باللغة الفارسية الوسطى. الفارسية الجديدة. قام منوششهر جوانجمان (القرن التاسع)، أحد المجوس الكبار في مقاطعتي فارس وكرمان، بتجميع كتاب " داديستان دينيغ " "كتاب الأحكام الدينية" و "رسائل ناماجيها ". قام شقيقه زادسبرام ، ساحر سيركان، بتأليف "المختارات" البهلوية ويزيداجيها . أنتج مردانفاروكس أوهرمزدادان (أيضًا خلال القرن التاسع) كتاب شكند غومانيغ  "عرض يبدد الشك" باللغة البهلوية للدفاع عن الزرادشتية ومهاجمة اليهودية والمسيحية والمانوية والإسلام باعتبارها "دين شرير" أجدين . دفاع آخر عن الزرادشتية، كتاب جيزستاج أباليش "كتاب عن أباليش الملعون"، تم وضعه في السياق السردي لنقاش لاهوتي أجري في قصر الخليفة العباسي المأمون (813-833) وارتبط بالزرادشتية. إدانة المرتد الزرادشتي. قام اثنان من هدينان بيشوباي “أمير المؤمنين [الزرادشتيين]” في فارس، أدفارروباي فاروقزادان (أوائل القرن التاسع) وأدورباد إيمدان (أوائل القرن العاشر) بتجميع أجزاء من كتاب دينكارد الفارسي الأوسط “أعمال الدين”. تم تنقيح النص الكوني والأخروي الرئيسي للزرادشتية، وهو Bundahišn "[كتاب] الخلق البدائي" في عام 1078. كما أن Arda Wirāz nāmag "كتاب Wirāz الصالح"، على الرغم من أنه يعتمد على مواد العصر الساساني، إلا أنه بقي أيضًا حتى القرن التاسع أو التاسع. تنقيح القرن العاشر ويحافظ على وصف رحلة روحية عبر الجنة، والنسيان، والجحيم. تشمل النصوص الطقسية التي جمعها المجوس في العصور الوسطى مع انخفاض شعبية الزرادشتية النص القصير Čīmī kustīg “معنى الحبل المقدس”، والذي لا يزال موجودًا في كل من عمليات الترحيل السري البهلوي والبازند. من بين التعاليم الدينية الموجودة هناك كتاب Čīdag handarz ī pōryōtkēšān "اختيار نصائح الحكماء القدماء" الذي يرجع تاريخه إلى القرن التاسع. ويحمل الكتاب أيضًا عنوان باند ناماج "كتاب النصائح"، ويقدم ملخصًا للقيم والمعتقدات والممارسات الدينية. يغطي كتاب بهلوي ريفيات المصاحب لـ دادستان إي دينيغ "الرسالة الفارسية الوسطى المصاحبة لكتاب الأحكام الدينية" المعتقدات والطقوس والشريعة الدينية خلال أواخر القرن التاسع أو أوائل القرن العاشر. تمت مناقشة الشروط الدينية ومتطلبات الطقوس أيضًا في Šāyest nē šāyest  “الصحيح وغير المناسب” مع نصوصه التكميلية، والتي على الرغم من أنها تعتمد على مواد الفترة الساسانية، إلا أنها تعود إلى القرن التاسع أيضًا كما أنتج المجوس الذين يعيشون في إيران تحت الحكم الإسلامي أدب البازند (أي "[نص] مع تعليق"). تشمل صلوات بازاند اسم Paywand أو Asirwād ، والذي يكون بمثابة البركة لمراسم الزواج. استمر هذا التقليد من قبل كاهن فارسي يُدعى نيريوسانغ دافال (أواخر القرن الحادي عشر أو أوائل القرن الثاني عشر)، الذي قام بنسخ كتب بهلوية مختارة بالخط الأفستي لجعلها في متناول المجوس الذين يمكنهم قراءة الأفستا، ولكن ليس الفارسية الوسطى. تشمل نصوص البازاند الأخرى التي كتبها المجوس الهنود بيتيت باشماني (انظر الاعترافات ط .) "قانون الندم"، ديباتشي أو "التلاوات التمهيدية" لأفريناجان ، عفرين، دوا ، نيرانج ، سيتايسني ، وغيرها من الصلوات والدعوات التي يتم تلاوتها بانتظام (انظر، على سبيل المثال، ، كانجا).

##### تاريخ كتابات
أقدم كتابات هذه الديانة ترجع إلى القرن التاسع الميلادي؛ أي: بعد الإسلام، أو بعد بعثة النبي صلى الله عليه وسلم بـ 200 سنة تقريبًا. فعلى الرغم من أن تاريخ الزردشتية قبل دعوة نبي صلى الله عليه وسلم، إلا أن مصادرهم قد كتبت بعد ظهور الإسلام بقرنين وزيادة. وبعد أن ظهر الإسلام على دولة الساسانية، وهزم الفرس، وسيطر على بلاد فارس؛ كانت القوة والغلبة للإسلام، فالواقع أنهم كتبوا مصادرهم التي فيها وصف صلاتهم وعباداتهم، تحت ظل الإسلام، متأثرين بتعاليمه وشرائعه، والعادة أن المهزوم يقتبس من المنتصر الكثير. قد نص عدد من المراجع والدراسات على أن الزرادشتية أخذت من الإسلام، بعد أن سيطر الإسلام على دولة فارس، وعدلوا في دياناتهم ليقربوها إلى التوحيد، ليحاجوا أهل الديانات الأخرى وخصوصًا الإسلام.

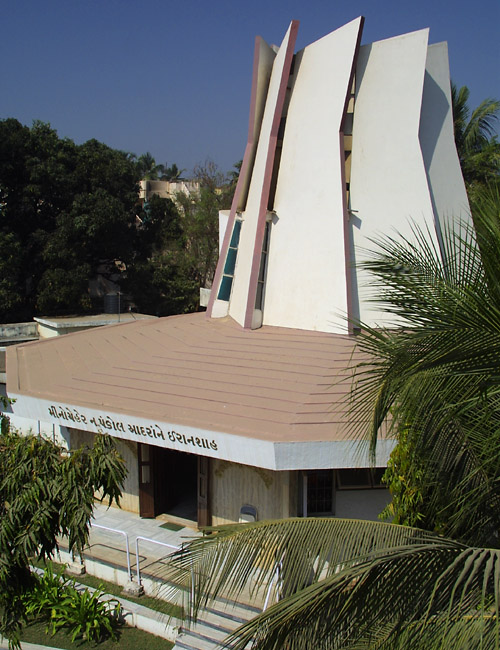
معبد نيران زرادشتي حديث في غربي الهند

### التاريخ الحديث
رغم الانحسار الضخم في العصور الوسطى بسبب الفتح الإسلامي لبلاد فارس، ما زالت الزرادشتيَّة تمارس حتى اليوم، وأكبر تجمُّع لمعتنقي الديانة في هذا العصر يوجد في الهند. ويمكن تصنيف الزرادشتيَّة في العصر الحديث إلى ثلاثة أصناف (طوائف) وهي الإحيائيَّة والتقدميَّة والتقليديَّة. التقليديون - يُعرفون أيضاً بالإنعزاليون - لا يسمحون بالتحوِّل إلى ديانتهم، ولا يتقبلون في مجتمعهم من لم يلد زرادشتياً، ويكوِّن البارسيُّون غالبيَّة هذه الطائفة، ويقبلون إلى جانب الغات والآفيستا النصوص المتأخِّرة المكتوبة بالبهلوية. والبارسيُّون عنصر مهم في التقدُّم الاقتصادي في الهند منذ القرن التاسع عشر، واشتهروا بتفوُّقهم التعليمي ودورهم الفعَّال في المجتمع.

فارافاهار في في معبد زرادشتي، السويد

تشير التقديرات الحديثة عام 2012 إلى أن العدد الحالي للزرادشتيين في العالم يتراوح بين 110,000 إلى 120,000 شخص، حيث يعيش معظمهم في الهند وفي إيران، إلى جانب مجتمعات أقل عدداً في المهجر في الولايات المتحدة وكندا وأستراليا والمملكة المتحدة وباكستان، ويُعتقد أن عددهم في انخفاض.
وهناك مجتمعات زرادشتيَّة صغيرة نسبياً في إيران وآسيا الوسطى والقوقاز. في أرمينيا لم يعد هناك وجود للزرادشتيين، وآخر ذكر للزرادشتية فيها يعود إلى عشرينيات القرن العشرين. المغتربين من هذه المناطق ومن الهند في الولايات المتحدة والمملكة المتحدة وكندا وأستراليا كوَّنوا مجتمعات دينية ذات طابع «حداثي» مختلف عن الموطن الأصل، ومن هؤلاء من يعتنق الطائفة الإحيائية أو الطائفة التقدمية. التقدميُّون - ويُعرَفون أيضاً بالإصلاحيون - يقبلون بالغات والياشت والفيسبرد - جميعها أجزاء من الآفيستا - كنصوص مُقدَّسة، أمَّا الإحيائيون فلا يعترفون بقدسية الأجزاء غير المنسوبة إلى زرادشت نفسه، بمعنى أنَّهم يكتفون بالغات فقط مع الاستعانة بالنصوص الأخرى فيما يتعلق بالغاتات طالما لا يوجد تناقض بينهما.
استجابة لطلبٍ من حكومة طاجيكستان أعلنت اليونسكو عام 2003 ذكرى مرور ثلاثة آلاف سنة على بداية الديانة الزرادشتية صاحبها فعاليات خاصَّة حول العالم. وفي 2011 أعلن أنجمان وهو موبد - وهي رتبة رجل دين في الزرادشتية - طهران تعيين أول موبد امرأة (موبديار) في إيران وأمريكا الشمالية، وتمثُّل الحادثة سابقة في تاريخ الزرادشتيَّة.
انحسرت الديانة الزرادشتية على مرِّ تاريخها بشكل كبير حيث قدر عددهم في 2006 بين 124,00 إلى 190,000 نسمة، وينتشرون في المناطق الاتية:
- 69,601 زرادشتي في الهند حسب إحصاء 2001 يتكونون من قوميتين وهما بارسي وإيراني.
- 5,000 زرادشتي في باكستان يتركزون في مدينة كراتشي، وازداد عددهم في السنوات الأخيرة بشكل كبير بعد هجرة الكثير من زرادشتي إيران إلى باكستان.
- ما بين 18,000 إلى 25,000 زرداشتي في قارة أمريكا الشمالية.
- 21,400 زرادشتي في إيران، حيث يتواجدون بشكل خاص في مدن يزد وكرمان وشيراز أضافة إلى العاصمة طهران كما يوجد لهم نائب في البرلمان الأيراني
- 10,000 زرادشتي في مناطق أسيا الوسطى وخصوصا في منطقة (بلخ الواقعة في شمال أفغانستان وفي جمهورية طاجيكستان) والتي كانت موطن الديانة المجوسية سابقا.
- جالية كبيرة في أستراليا يقدر عددهم 3,500 وخصوصا في مدينة سيدني.
- عدد قليل منهم في مدن شمال عراق كردستان العراق
- في أرمينيا في الاگز (قرى جبل ارارت وداخل العاصمة‌ يريفان) [45]

### الأعياد في الزرادشتية

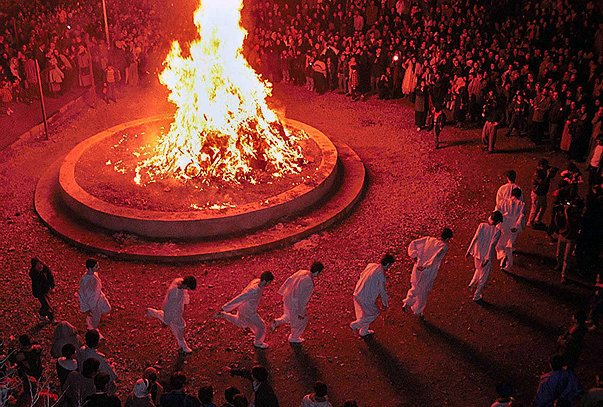
الحدث السنوي لـ "جاشن سديه" في طهران.

لدى الديانة الزردشتية العديد من الأعياد من أشهرها النوروز، وهو عيد بداية العام وأوانه الاعتدال الربيعي، وقد عرفته الأقوام الإيرانية منذ القدم، ولا يزال يعد عيدا قوميا في إيران اليوم وكردستان إذ يكون بداية السنة الآرية وكذلك بقية الدول التي يعيشون فيها العيد المجيد 21 آذار وهو من أهم الأعياد. لهم کثیر من الاعیاد، لکل السنة حسب تاریخ الفارسی 12 أشهر. وفي أي شهر بالاقل أحد الایام عید. ومهرجان (بالفارسی=مهرگان) عید کبیر فی 16 من شهر مهر القدیمی و10 من شهر مهر حسب التاریخ الفارسي الحدیث. ومن اعیادهم تیرجان (بالفارسی= تیرگان) وآذرجان (آذرگان) واسبندجان (اسپندارمزگان) وبهمنجنه ودیجان (دیگان) واردیبهشت جان (اردیبهشتگان).

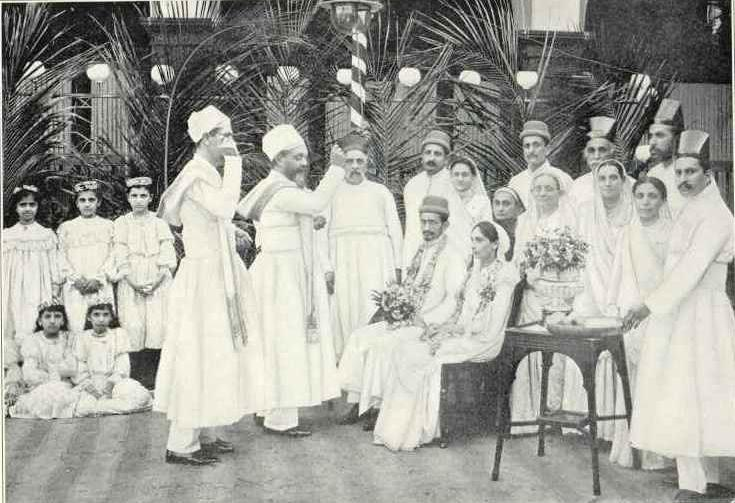
حفل زواج زرادشتي في إيران عام 1905م.

### الزواج في الزرادشتية
يعتبر الزرادشتيون ان زرادشت يفضل المتزوج على الأعزب والوالد على من ليس لديه أولاد. كما ان الطلاق محرم في الديانة الزرادشتية.

### الموت في الزرادشتية

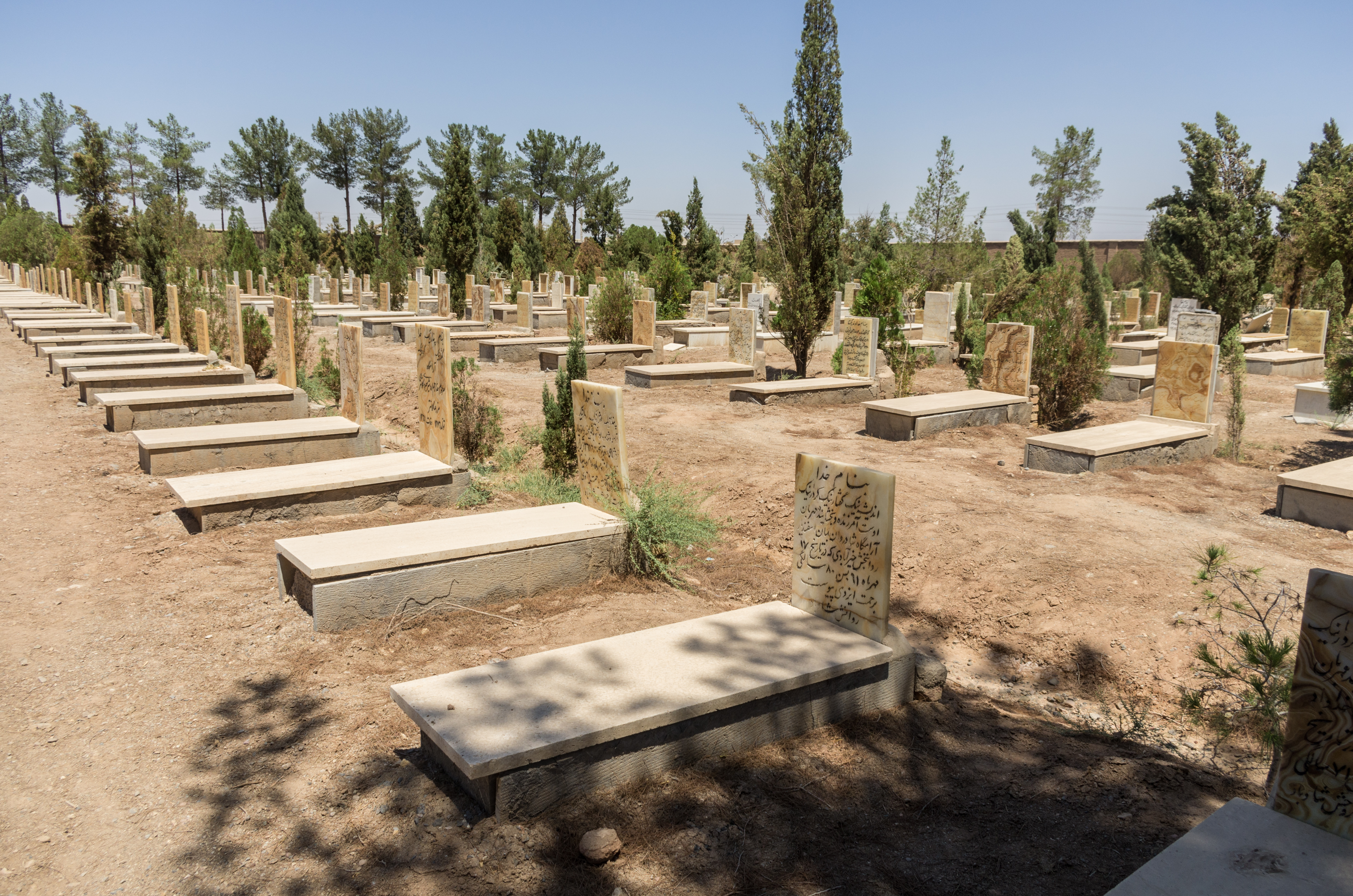
المقابر الزرادشتية في يزد.

يؤمن الزرادشتيون أن الروح تهيم لمدة ثلاثة أيام بعد الوفاة قبل أن تنتقل إلى العالم الأخر، يؤمن الزرادشتيون بالحساب حيث انهم يعتقدون أن الزرادشتي الصالح سيخلد في الجنة إلى جانب زرادشت في حين ان الفاسق سيخلد في النار إلى جانب الشياطين.
للزرادشتيين طقوس خاصة للدفن، إذ يكرهون فكرة اختلاط الجسد المادي بعناصر الحياة؛ الماء والتراب والهواء والنار حتى لا يلوثها، لذا فهم يتركون جثامين الموتى للطيور الجارحة على أبراج خاصة تسمى أبراج الصمت أو (دخنه) باللغة الفارسية حيث يقوم بهذه الطقوس رجال دين معينون ثم بعد أن تاكل الطيور جثة الميت توضع العظام في فجوة خاصة في هذا البرج دون دفنها.
إلا أن الزردشتيين الذين يعيشون في مجتمعات لا يمكنهم فيها ممارسة شعيرة الدفن هذه - وعملا بنصيحة زرادشت في الانسجام مع المجتمعات التي يعيشون فيها - يلجؤون إلى وضع جثمان الميت في صندوق معدني محكم الغلق ويدفن في قبر عادي مما يضمن عدم تلويثه لعناصر الحياة الثلاثة؛ بما لا يتعارض مع معتقدهم ولا مع القوانين المدنية في الدول التي يعيشون فيها.

### لغات الزرادشتية
اللغة الافستية وهي لغة ذات صلات وثيقة بالسنسكريتية (لغة هندية قديمة)، ويستعمل الزرادشتيون حاليا لغة داري (مختلفة عن الداري الأفغانية)، كما أن الزرادشتيون في الهند يتحدثون اللغة الغوجراتية وفي كردستان العراق يتكلمون اللغة الكردية.

## معتقدات الزرادشتية

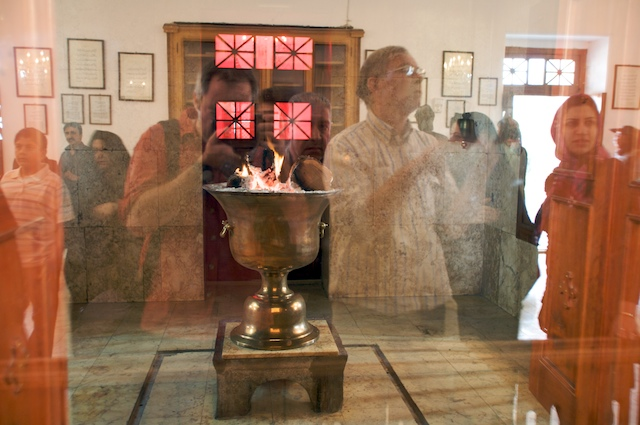
معبد نار زرادشتي في يزد.

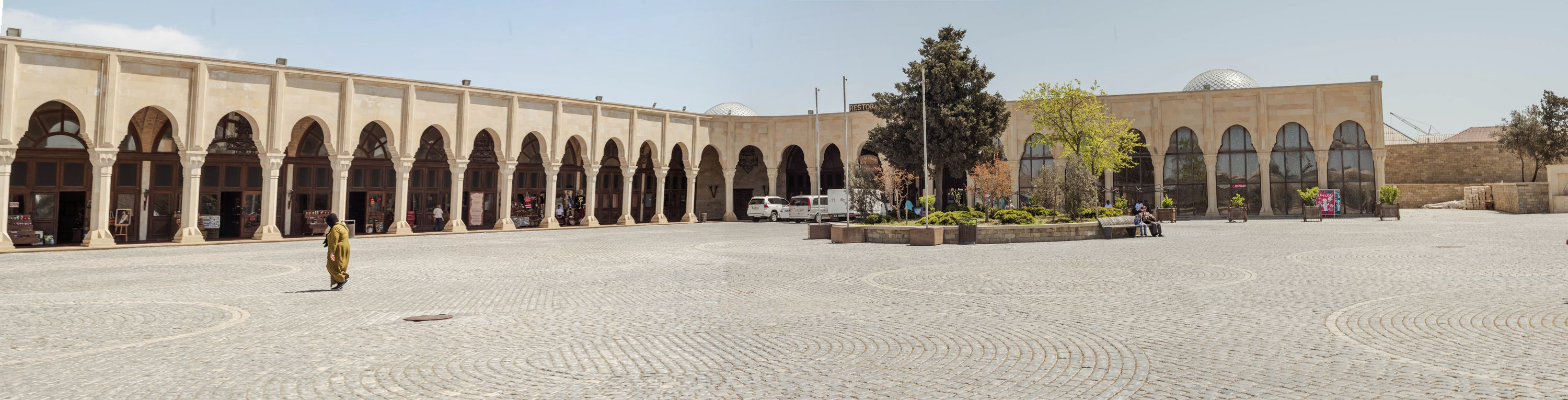
أروقة معبد حريق أتياشغا، باكو، أذربيجان.

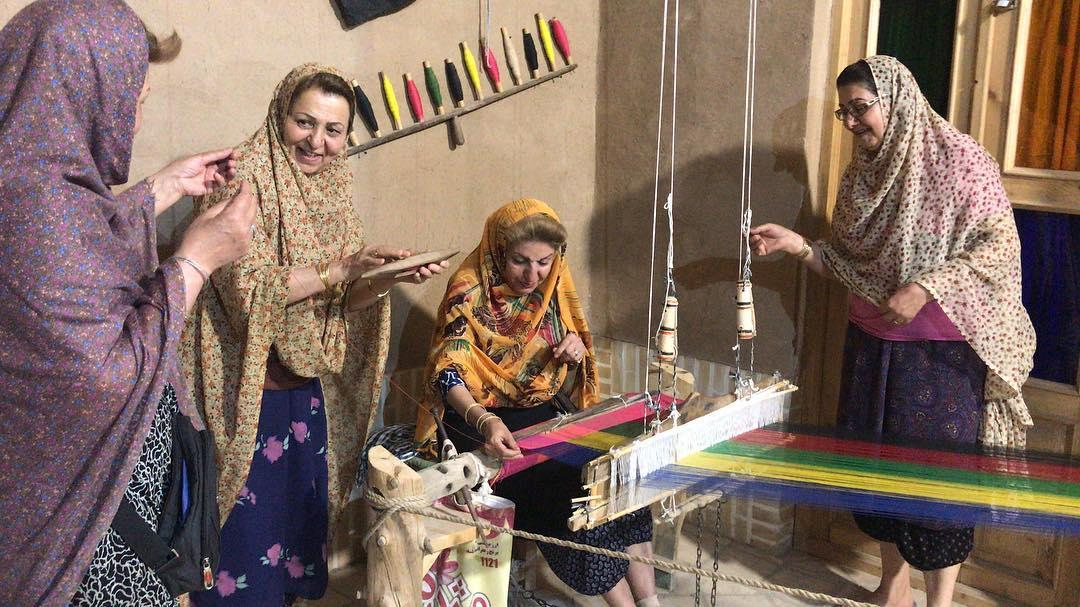
المرأة الزرادشتية في شريف أباد بأردكان.

من خصائص هذا الدين تقديس عناصر الطبيعة. وللشمس عند الزرادشتية حُرمة عظيمة، غير أنَّ النار أعظم شأنًا، لذلك دخلت كعاملٍ رئيسيٍّ في عباداتهم. وبُيوتُ النَّار عندهم هي مراكز العبادة والتقديس.
يعتقد المجوس بوجود إلهٍ للخير والنور، خالقٍ يُسمّونه «أهورامزدا»، وقوه للشر والظُلمة يُسمّونه «آهرمان» ولكنَّهُ ليس بمُستوى أهورامزدا. فالزرادشتيَّة بهذا تقومُ على الثنويَّة والنزاع الدائم بين إله الخير وقوه الشر، لكنَّ النصر في النهاية سيكون للإله الأوَّل بما يبذله الإنسان من أعمالٍ حسنةٍ للتغلُّب على روح الشَّر.
هناك اعتقاد خاطئ ساد بين أتباع الأديان الإبراهيمية أن الزرادشتيين يعبدون النار، ولكنهم في الحقيقة يعتبرون النار والماء أدوات من طقوس الطهارة الروحية.
أفكار زرادشت أدت إلى تبلور دين رسمي يحمل إسمه قرابة القرن السادس قبل الميلاد،. هناك اختلافات كبيرة بين الأديان الإبراهيمية والزرادشتية، إذ يظل الزرادشتيون أقرب للأديان الهندية القديمة،، والديانة الزرداشتية نفسها، تأثرت بالفلسفة الدينية لحضارة بابل العراقية القديمة.
كانت الزرادشتية دين الدولة للإمبراطوريات الفارسية ما قبل الإسلام لأكثر من ألف عام، ومن حوالي عام 600 قبل الميلاد إلى عام 650 بعد الميلاد.

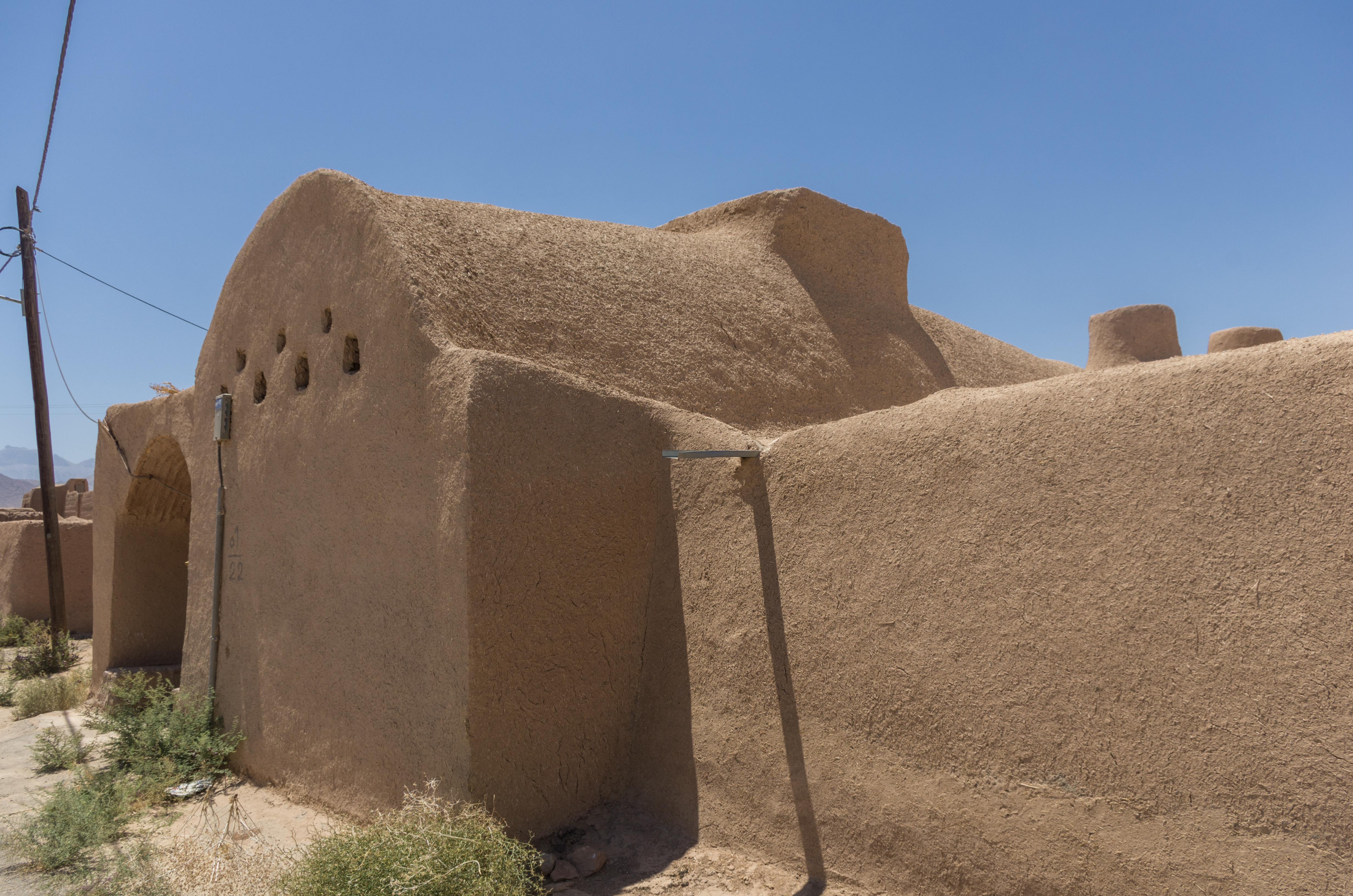
معبد زرادشتي حول يزد.

- الزرادشتيَّة (المجوسيَّة) من أديان الفرس القديمة؛ حيث يَعتقد الزرادشتيون بوجود إلهٍ للخير يسمُّونه «أهورامزدا» ربّ الخير، ويقولون: إنه إله النور. وفي عقيدتهم أيضًا يوجد مصدر للشرِّ يسمُّونه «آهرمان»، ومعناه الخبيث أو القوى الخبيثة، وهو إله الظلمة.
- وتؤمن الزرادشتية ان النفس الإنسانية تنقسم إلى قسمين:

(القوة المقدسة)
والتي تدعمها سبع فضائل عليا (الحكمة والشجاعة والعفة والعمل والإخلاص والأمانة والكرم) هذه الفضائل بمثابة الملائكة، وتدفع هذه الفضائل القوة المقدسة النفس البشرية إلى الخير والنور والحياة والحق.
(القوة الدنيا)

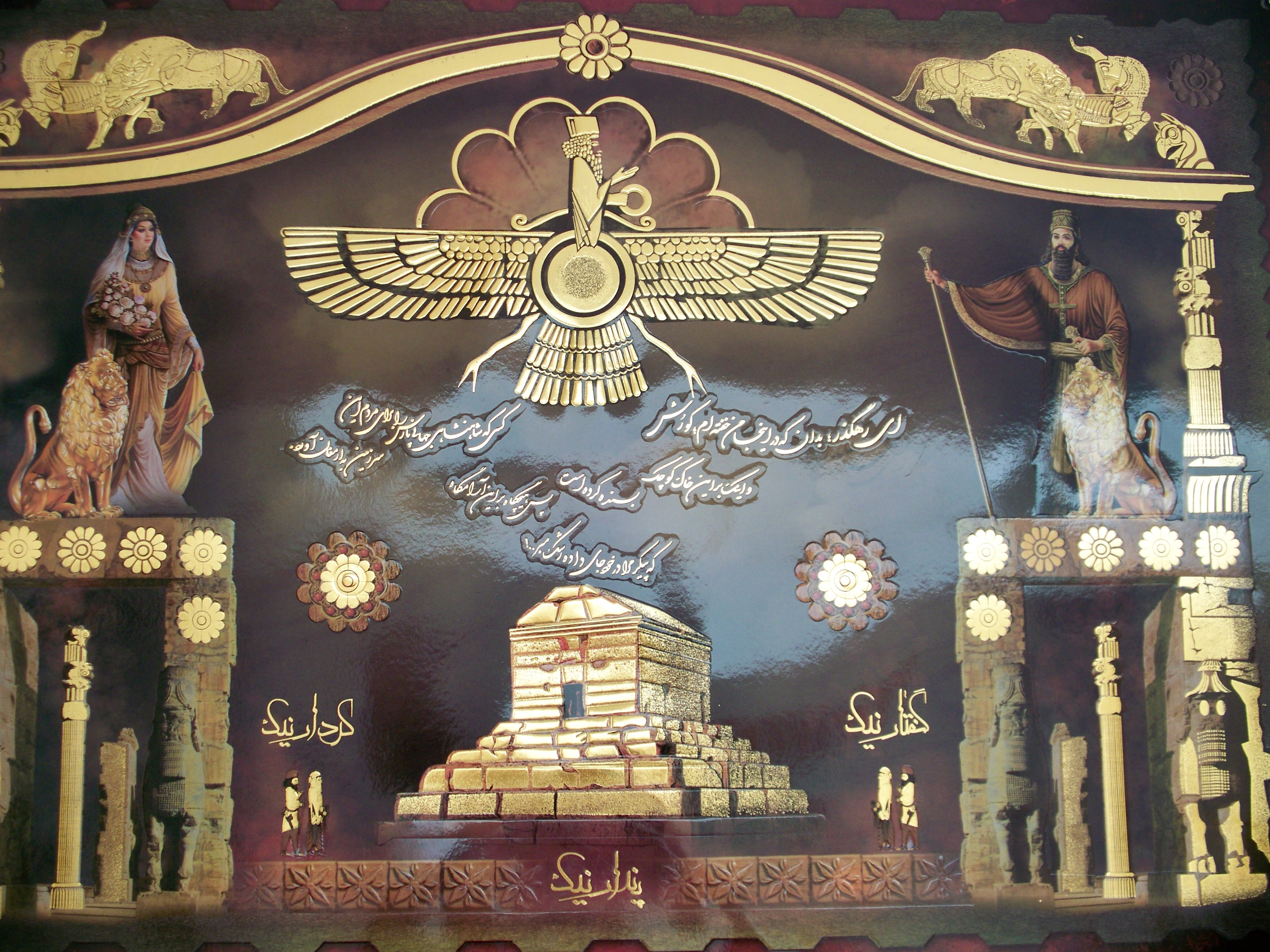
أساطير زرادشتية.

وتساند هذه القوة سبع رذائل (النفاق والخديعة والخيانة والجبن والبخل والظلم وإزهاق الروح) وهي بمثابة شياطين، وتدفع هذه القوة الخبيثة المتكونة من النقص في النفس البشرية إلى الشر والظلام والموت والخداع، ويبقى هذا الصراع قائماً بين هاتين القوتين داخل النفس البشرية إلى أن يصل الإنسان إلى النقاء.
الديانة الزرادشتية تؤمن بالعقاب واليوم الاخر وبالروح ووجودها، ويعتقدون إن الفاني هو الجسد وليس الروح، وإن الروح ستبقى في منطقة وسطى بين النار والجنة في منطقة تدعى البرزخ، وأن اعتقادهم راسخ بالجنة والنار والصراط وميزان الأعمال.
- الجحيم في الديانة الزرادشتية يختلف في وصفه عن الأديان الأخرى، فالديانة الزرادشتية تقول بأن الجحيم عبارة عن منطقة باردة وفيها أنواع من الحيوانات المتوحشة التي سوف تعاقب المذنبين بما اقترفت أيديهم من إثم في الدنيا.
- الزرادشتية تحث الإنسان على التمسك بالفكر الصادق والقول الصادق والعمل الصالح للوصول إلى ذاته وليضمن سعادته فالإنسان كائن حر وعليه اطاعة الاله الوحد، كما أن الزرادشتية تحرم الرهبانية بكل أنواعها.
- للماء والنار أهمية في الطقوس الزرادشتية والنصوص المقدسة تعتبر ان الماء والنار يمثلان حياة مستقلة بحد ذاتها ولا يخلو المعبد الزرادشتي من هذين العنصرين فالنار تعد الوسط الذي يزود الإنسان بالحكمة وان الماء يعتبر مصدر هذه الحكمة.
- حافظ العراقيون على ديانتهم السامية - البابلية الموروثة والقائمة على عبادة الآلهة الممثلة للكواكب وقوى الطبيعة والمنقسمة عموماً إلى ثنائية قوى الخير والنور وقوى الشر والظلام. علماً أن هذه الثنائية البابلية هي التي اثرت في الإيرانيين وديانتهم الزرادشتية.

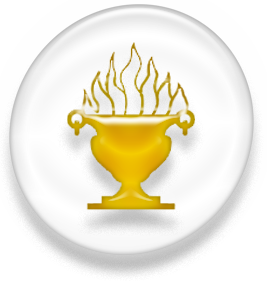
النار الموقدة، إحدى أهم شعارات الديانة الزرادشتية

### رموز الزرادشتية
للزرادشتية رموز دينية، يعبرون بها عن الإيمان بمعتقداتهم، وتعد جزءاً من زيهم اليومي، أهمها:
1ـ الكوشتي Kushti وهوجعل فيه اثنان وسبعون خيطاً ترمز لأسفار «اليسنا» Yasna وهي تعقد مرات عديدة في اليوم تعبيراً عن تصميم الدين والأخلاقي معاً.
2ـ ارتداء قميص «الساندر» Sandre منذ سن البلوغ، ويرتدي الكهنة رداء أبيض وعمامة بيضاء وقناعاً على الفم أثناء تأدية الطقوس تجنباً لتلويث النار المقدسة بأنفاسهم.
3ـ صلاة الصبح «كاه هاون» وصلاة الظهر «كاه رقون» وصلاة العصر «كاه أزيرن» وصلاة الليل «كاه عيون سرتيرد» وصلاة الفجر «كاه اشهن: وهناك احتفالات وصلوات خاصة لجميع المناسبات الكبرى في الحياة: الميلاد والبلوغ والزواج والإنجاب والموت.
4ـ وضع الجثة فوق «أبراج الصمت» لتأكلها الطيور الجارحة وهناك طقوس وأعمال عبادة وتطهر.
الآلهة
كان أكبر الآلهة في الدين السابق للدين الزردشتي ميثرا إله الشمس، وأنيتا إلهة الخصب والأرض، وهَوْما الثور المقدس الذي مات ثم بعث حياً، ووهب الجنس البشري دمه شراباً ليسبغ عليه نعمة الخلود. وكان الإيرانيون الأولون يعبدونه بشرب عصير الهَوْما المسكر وهو عشب ينمو على سفوح جبالهم. وهال زردشت ما رأى من هذه الآلهة البدائية، وهذه الطقوس الخمرية، فثار على المجوس أي الكهنة الذين يصلون لتلك الآلهة ويقربون لها القرابين، وأعلن في شجاعة لا تقل عن شجاعة معاصريه عاموس وإشعيا أن ليس في العالم إلا إله واحد هو في بلاده أهورا- مزدا إله النور والسماء، وأن غيره من الآلهة ليست إلا مظاهر له وصفات من صفاته. ولعل دارا الأول حينما إعتنق الدين الجديد رأى فيه ديناً ملهماً لشعبه، ودعامة لحكومته، فشرع منذ تولى الملك يثير حرباً شعواء على العبادات القديمة وعلى الكهنة المجوس، وجعل الزردشتية دين الدولة. وكان الكتاب المقدس للدين الجديد هو مجموعة الكتب التي جمع فيها أصحاب النبي ومريدوه أقواله وأدعيته. وسمى أتباعه المتأخرين هذه الكتب الأبستا (الأبستاق)، وهي المعروفة عند العالم الغربي باسم الزند- أبستا، بناء على خطأ وقع فيه أحد العلماء المحدثين. ومما يروع القارئ غير الفارسي في هذه الأيام أن يعرف أن المجلدات الضخمة الباقية- وإن كانت أقل كثيراً من كتاب التوراة- ليست إلا جزءاً صغيراً مما أوحاه إلى زرثسترا إلهه.
وهذا الجزء الباقي يبدو للأجنبي الضيق الفكر كأنه خليط مهوش من الأدعية، والأناشيد، والأقاصيص، والوصفات، والطقوس الدينية، والقواعد الخلقية، تجلوها في بعض المواضع لغة ذات روعة، وإخلاص حار، وسمو خلقي، أو أغان تنم عن رقي وصلاح. وهي تشبه العهد القديم من الكتاب المقدس فيما تثيره في النفس من نشوة قوية. وفي وسع الدارس أن يجد في بعض أجزائها ما يجده في الرج- فدا من آلهة وآراء، ومن كلمات وتراكيب في بعض الأحيان. وتبلغ هذه من الكثرة حداً جعل بعض علماء الهنود يعتقدون أن الأبستاق ليست وحياً من عند أهورا- مزدا، بل هي مأخوذة من كتب الفِدا. ويعثر الإنسان في مواضع أخرى منها على فقرات من أصل بابلي قديم، كالفقرات التي تصف خلق الدنيا على ست مراحل (السماوات، فالماء، فالأرض، فالنبات، فالحيوان، فالإنسان)، وتسلسل الناس جميعاً من أبوين أولين، وإنشاء جنة على الأرض، وغضب الخالق على خلقه، واعتزامه أن يسلط عليهم طوفاناً يهلكهم جميعا إلا قلة صغيرة منهم. ولكن ما فيها من عناصر إيرانية خالصة يشتمل على كثير من الشواهد التي تكفي لصبغ الكتاب كله بالصبغة الفارسية العامة. فالفكرة السائدة فيه هي ثنائية العالم الذي يقوم على مسرحه صراع يدوم اثني عشر ألف عام بين الإله أهور- مزدا والشيطان أهرمان ؛ وأن أفضل الفضائل هما الطهر والأمانة وهما يؤديان إلى الحياة الخالدة ؛ وأن الموتى يجب أن لا يدفنوا أو يحرقوا، كما كان يفعل اليونان أو الهنود، بل يجب أن تلقى أجسامهم إلى الكلاب أو الطيور الجارحة. وكان إله زردشت في بادئ الأمر هو: «دائرة السماوات كلها» نفسها. فأهورا مزدا «يكتسي بقبة السماوات الصلبة يتخذها لباساً له؛ ... وجسمه هو الضوء والمجد الأعلى، وعيناه هما الشمس والقمر». ولما أن انتقل الدين في الأيام الأخيرة من الأنبياء إلى الساسة صُوّر الإله الأعظم في صورة ملك ضخم ذي جلال مهيب. وكان بوصفه خالق العالم وحاكمه يستعين بطائفة من الأرباب الصغار، كانت تصور أولا كأنها أشكال وقوى من أشكال الطبيعة وقواها- كالنار، والماء، والشمس، والقمر، والريح، والمطر. ولكن أكبر فخر لزردشت أن الصورة التي تصورها لإلهه هي أنه يسمو على كل شيء. وأنه عبَّر عن هذه الفكرة بعبارات لا تقل جلالاً عما جاء في سفر أيوب: هذا ما أسألك عنه فاصدقني الخبر يا أهورا مزدا: من ذا الذي رسم مسار الشموس والنجوم؟- ومن ذا الذي يجعل القمر يتزايد ويتضاءل؟ ... ومن ذا الذي رفع الأرض والسماء من تحتها وأمسك السماء أن تقع؟- من ذا الذي حفظ المياه والنباتات- ومن ذا الذي سخر للرياح والسحب سرعتها- ومن ذا الذي أخرج العقل الخيّر يا أهورا مزدا؟ وليس المقصود «بالعقل الخير» عقلاً إنسانياً ما، بل المقصود به حكمة إلهية لا تكاد تفترق في شيء عن «كلمة الله» يستخدمها أهورا مزدا واسطة لخلق الكائنات.[]
صفات أهورا مزدا

زرادشت نبي الديانة الزرادشتية وخلفه قرص الشمس.

وكان أهورا مزدا كما وصفه زردشت سبعة مظاهر أو سبع صفات هي: النور، والعقل الطيب، والحق، والسلطان، والتقوى، والخير، والخلود. ولما كان أتباعه قد إعتادوا أن يعبدوا أرباباً متعددة فقد فسروا هذه الصفات على أنها أشخاص (سموهم أميشا إسبننا أو القديسين الخالدين) الذين خلقوا العالم ويسيطرون عليه بإشراف أهورا مزدا وإرشاده.
الثنائية

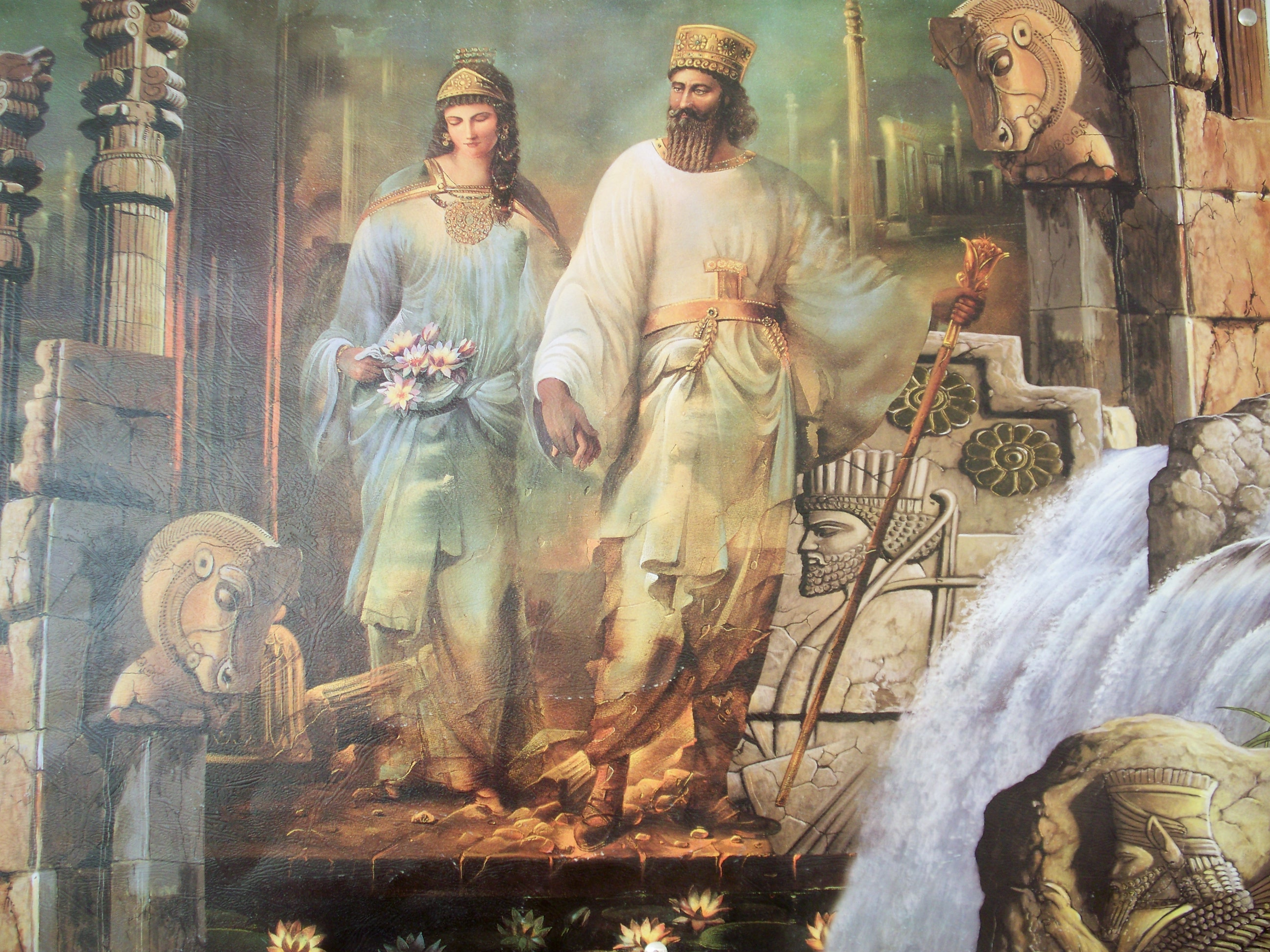
زرادشت يمسك يد زوجته.

ولقد كانت هذه العقائد وقت أن جاء بها زردشت قريبة كل القرب من عقيدة التوحيد، بل إنها حتى بعد أن أقحموا فيها أهرمان والأرواح ظل فيها من التوحيد بقدر ما في المسيحية بإبليسها وشياطينها وملائكتها. والحق أن الإنسان ليسمع في الديانة المسيحية الأولى أصداء كثيرة للثنائية الفارسية، لا تقل عما يسمع فيها من أصداء التزمت العبراني، أو الفلسفة اليونانية.
ولعل الفكرة الزردشتية عن الإله كانت ترضى عقلاً يهتم بدقائق الأشياء وتفاصيلها كعقل ماثيو آرنلد. ذلك أن أهورا مزدا، كان جماع قوى العالم التي تعمل للحق ؛ والأخلاق الفاضلة لا تكون إلا بالتعاون مع هذه القوى. هذا إلا أن في فكرة الثنائية بعض ما يبرر ما تراه في العالم من تناقض والتواء وانحراف عن طريق الحق لم تفسره قط فكرة التوحيد وإذا كان رجال الدين الزردشتيون يحاجون أحياناً كما يحُاجّ متصوفة الهنود والفلاسفة المدرسيون، بأن الشر لا وجود له في حقيقة الأمر، فإنهم في الواقع يعرضون على الناس ديناً يصلح كل الصلاحية لأن يمثل لأوساط الناس ما يصادفهم في الحياة من مشاكل خلقية تمثيلاً يقربها إلى عقولهم وتنطبع فيها انطباع الرواية المسرحية، وقد وعدوا أتباعهم بأن آخر فصل من هذه المسرحية سيكون خاتمة سعيدة- للرجل العادل. ذلك أن قوى الشر ستُغلب آخر الأمر ويكون مصيرها الفناء بعد أن يمر العالم بأربعة عهود طول كل منها ثلاثة آلاف عام يسيطر عليه فيها على التوالي أهورا مزدا وأهرمان. ويومئذ ينتصر الحق في كل مكان وينعدم الشر فلا يكون له من بعد وجود. ثم ينضم الصالحون إلى أهورا مزدا في الجنة ويسقط الخبيثون في هوة من الظلمة في خارجها يطعمون فيها أبد الدهر سُمَّاً زعافاً.
الملائكة والشياطين
الملائكة

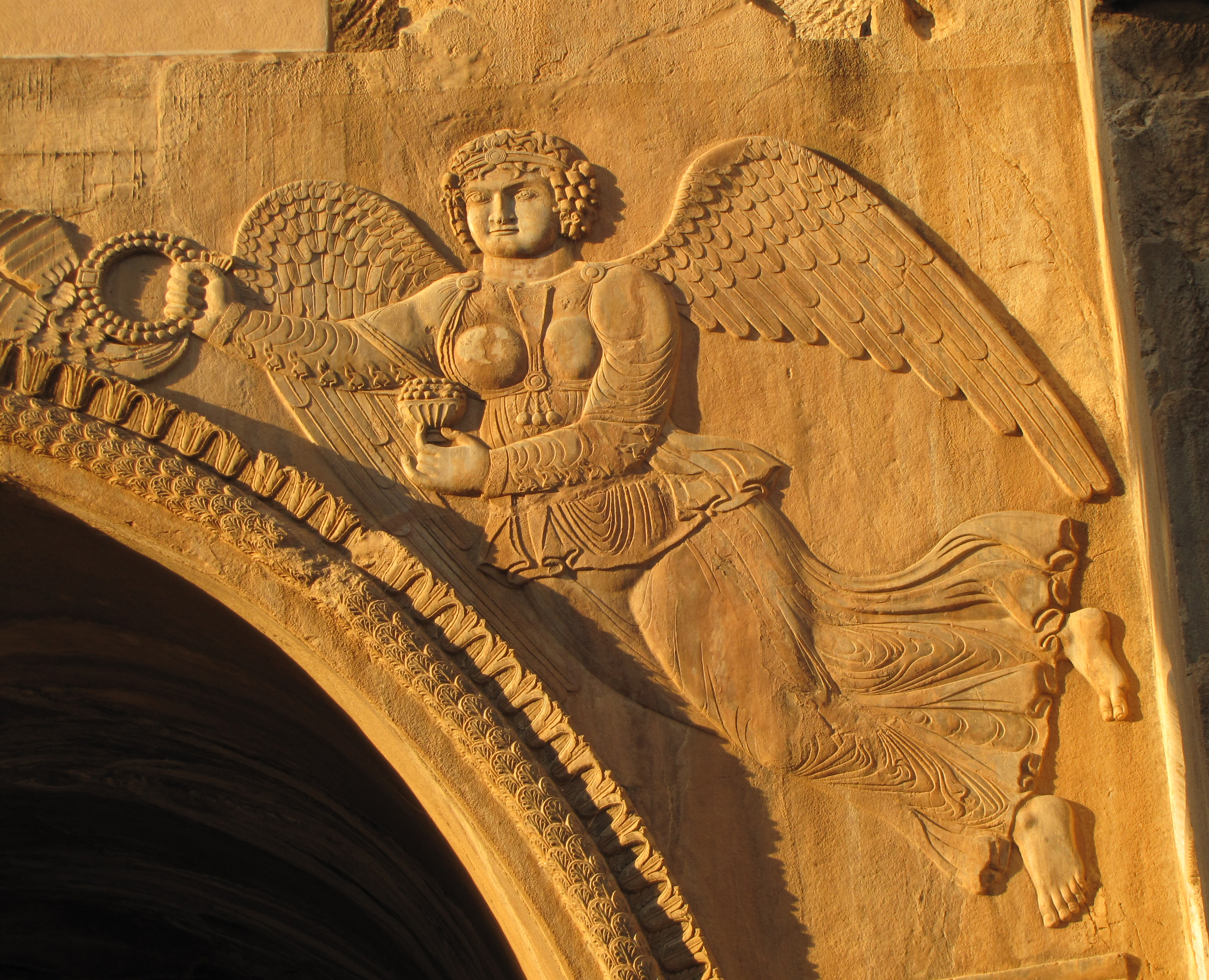
إغاثة الملاك في الزرادشتية، طق بستان.

الزرادشتيون هم أوّل من اعتقد بأنّ لله ملائكة، أو مساعدين للاله اهورامزدا. واعتبروا أنّ عددهم ستة، ويعرفون بـ «أميشا سبنتاس»، ومعناها «الخالدون المقدسون».
الملاك الحارس
وكان لديهم فضلاً عن هذه الأرواح المقدسة كائنات أخرى هي الملائكة الحرّاس. وقد إختص كل رجل وكل امرأة وكل طفل - حسب أصول اللاهوت الفارسي- بواحد منها. وكان الفارسي التقي يعتقد (ولعله كان في هذا الاعتقاد متأثراً بعقيدة البابليين في الشياطين) أنه يوجد إلى جانب هؤلاء الملائكة والقديسين الخالدين الذين يعينون الناس على التحلي بالفضيلة سبعة شياطين (ديو) أو أرواح خبيثة تحوم في الهواء، وتغوي الناس على الدوام بارتكاب الجرائم والخطايا. وتشتبك أبد الدهر في حرب مع أهورامزدا ومع كل مظهر من مظاهر الحق والصلاح.

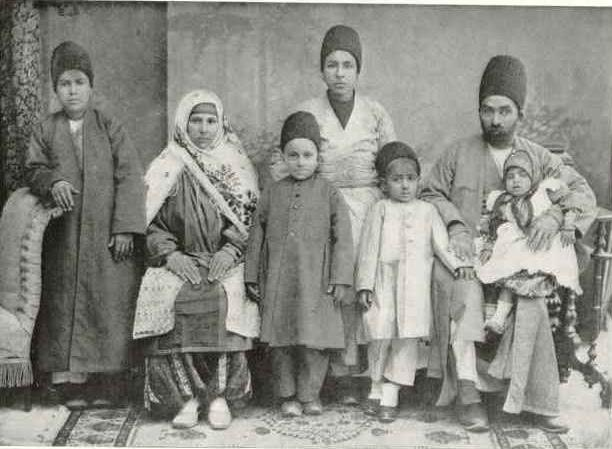
عائلة زرادشتية طهران 1910م.

وكان كبير هذه الزمرة من الشياطين أنكرا-مينبوما أو أهرمان أمير الظلمة وحاكم العالم السفلي. وهو الطراز الأسبق للشيطان الذي لا ينقطع عن فعل الشر، والذي يلوح أن اليهود أخذوا فكرته عن الفرس ثم أخذتها عنهم المسيحية. مثال ذلك أن أهرمان أمير الظلمة وحاكم العالم السفلي. وهو الطراز الأسبق للشيطان الذي لا ينقطع عن فعل الشر، والذي يلوح أن اليهود أخذوا فكرته عن الفرس ثم أخذتها عنهم المسيحية. مثال ذلك أن أهرمان هو الذي خلق الأفاعي، والحشرات المؤذية، والجراد، والنمل، والشتاء، والظلمة، والجريمة، والخطيئة، واللواط، والحيض، وغيرها من مصائب الحياة. وهذه الآثام التي أوجدها الشيطان هي التي خربت الجنة حيث وضع أهورا مزدا الجدين الأعليين للجنس البشري.
ويبدو أن زردشت كان يعد هذه الأرواح الخبيثة آلهة زائفة، وأنها تجسيد خرافي من فعل العامة للقوى المعنوية المجردة التي تعترض رقى الإنسان. ولكن أتباعه رأوا أنه أيسر لهم أن يتصوروها كائنات حية فجسدوها وجعلوا لها صوراً مازالوا يضاعفونها حتى بلغت جملة الشياطين في الديانة الفارسية عدة ملايين.
الحور

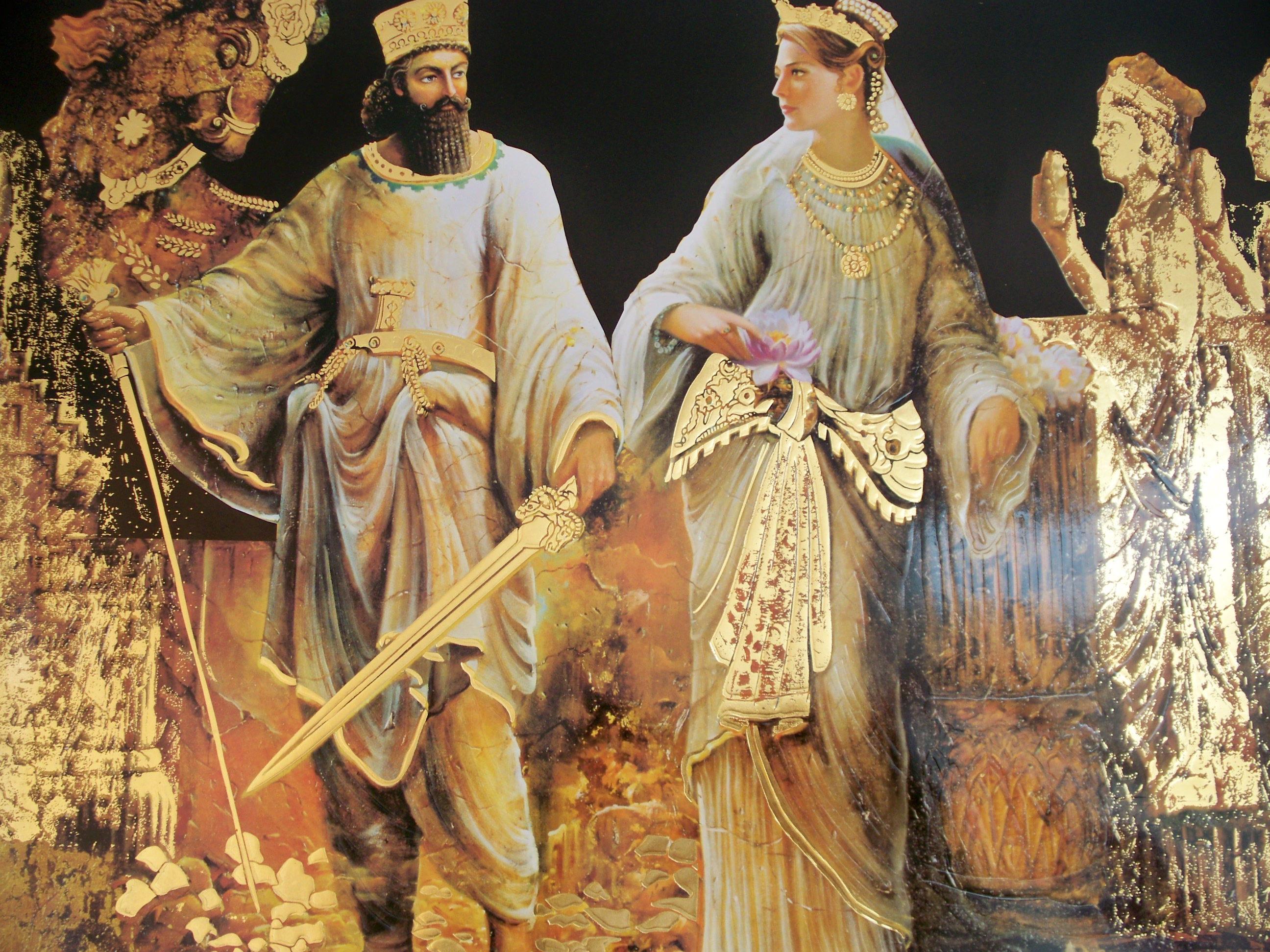
تصوير زرادشت وزوجته في يزد.

وردت فكرة "وزان بهشت" وهي نساء جميلات في الجنة تشبه فكرة الحورعين في الإسلام لمؤلف زرادشتي يدعي صاد دارا بونداهيش، في حين يري الخبراء بأن هذه الفكرة متأخرة دخيلة علي الزرادشتية لان قد تم تأليفها بين القرن:الثامن والتاسع حتى الرابع عشر والخامس عشر الميلادي أي بعد الفتح الإسلامي لبلاد فارس، مما أدي لتأثر الزرادشتية بالمعتقدات الآخروية الإسلامية فيقول المستشرق ارثر جيفري المفردات الأجنبية للقرآن الصفحة 119 «لكن إشارته إلى صاددارا بونداهيش كانت مؤسفة إلى حد ما، كما أشار دوزي، معترفًا بتأخر هذا العمل.».
وكما ورد في الموسوعة الإيرانية: «يوجد أيضًا صد دارا بونداهيش، في وقت لاحق إلى حد كبير (حوالي القرن الثامن إلى التاسع / القرن الرابع عشر إلى الخامس عشر».

## الممارسات

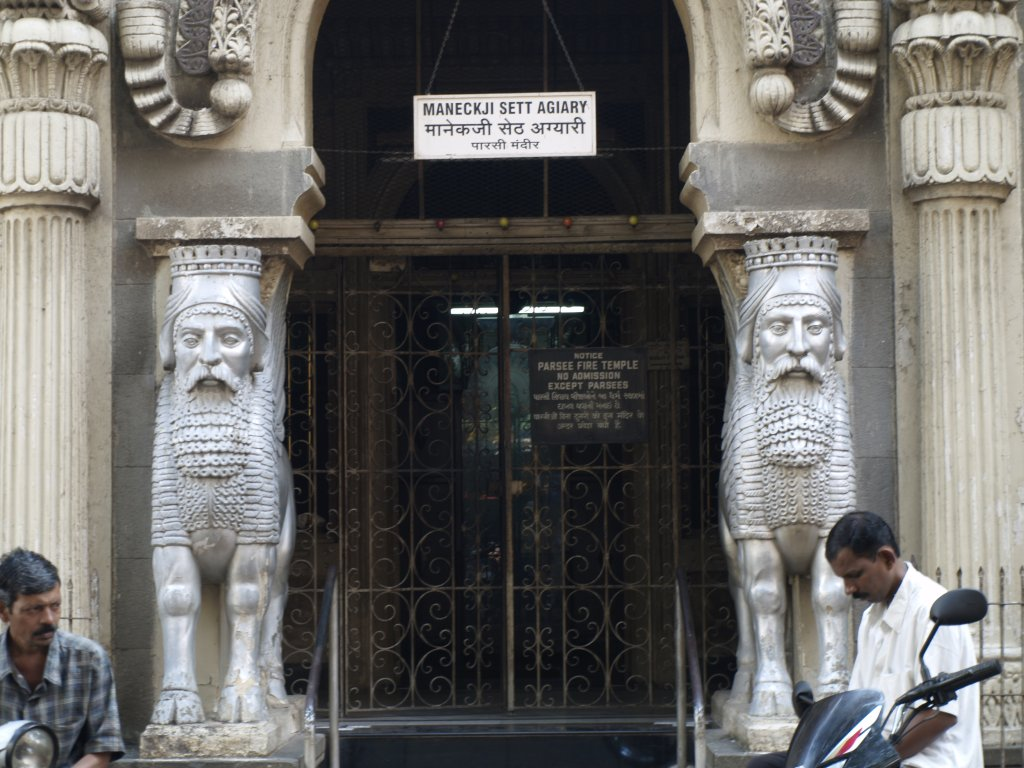
معبد النار الزرادشتي.

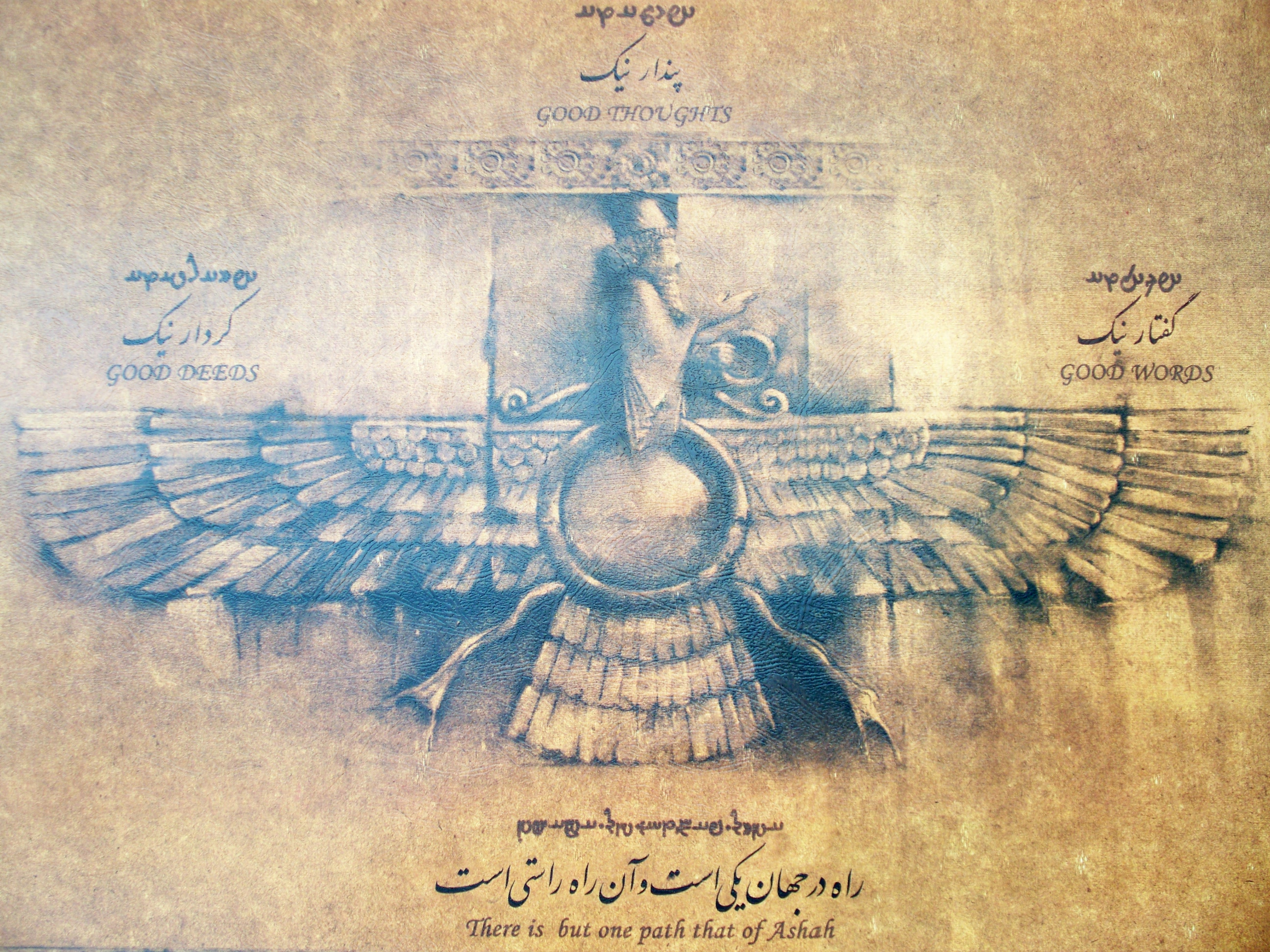
زرادشت علي شكل طائر.

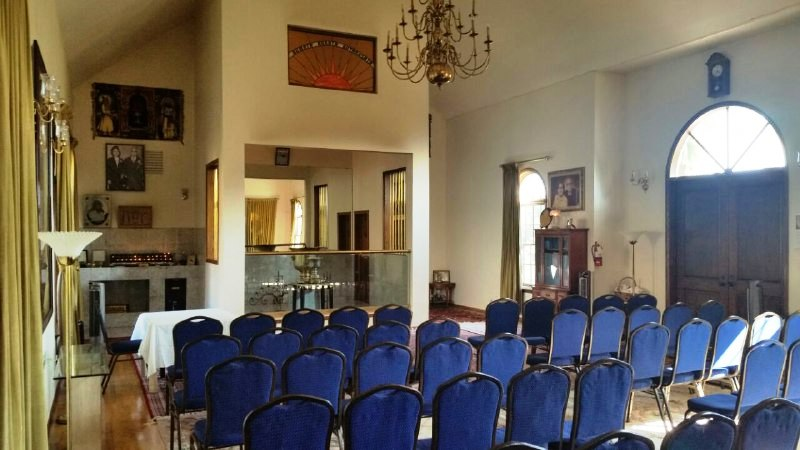
معبد زرادشتي من الداخل.

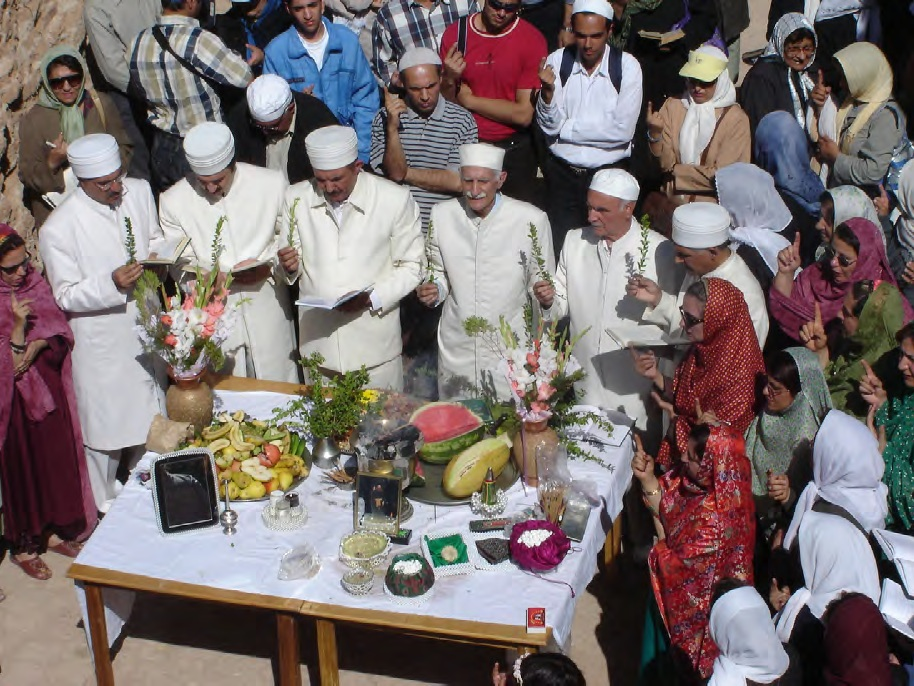
مراسم الاحتفالات الدينية من الأزرار في تخت سليمان

ينص الدين الزرادشتي على أن المشاركة النشطة والأخلاقية في الحياة عن طريق الأفعال الجيدة النابعة من الفكر والكلمات الجيدة ضرورية لضمان السعادة والسيطرة على الفوضى. تشكل هذه المشاركة النشطة عنصرًا مركزيًا في مفهوم الإرادة الحرة الزرادشتي، وترفض الزرادشتية الأشكال المتطرفة من الزهد والرهبانية، ولكنها قد سمحت تاريخيًا بالتعبير بشكل معتدل عن هذه المفاهيم.

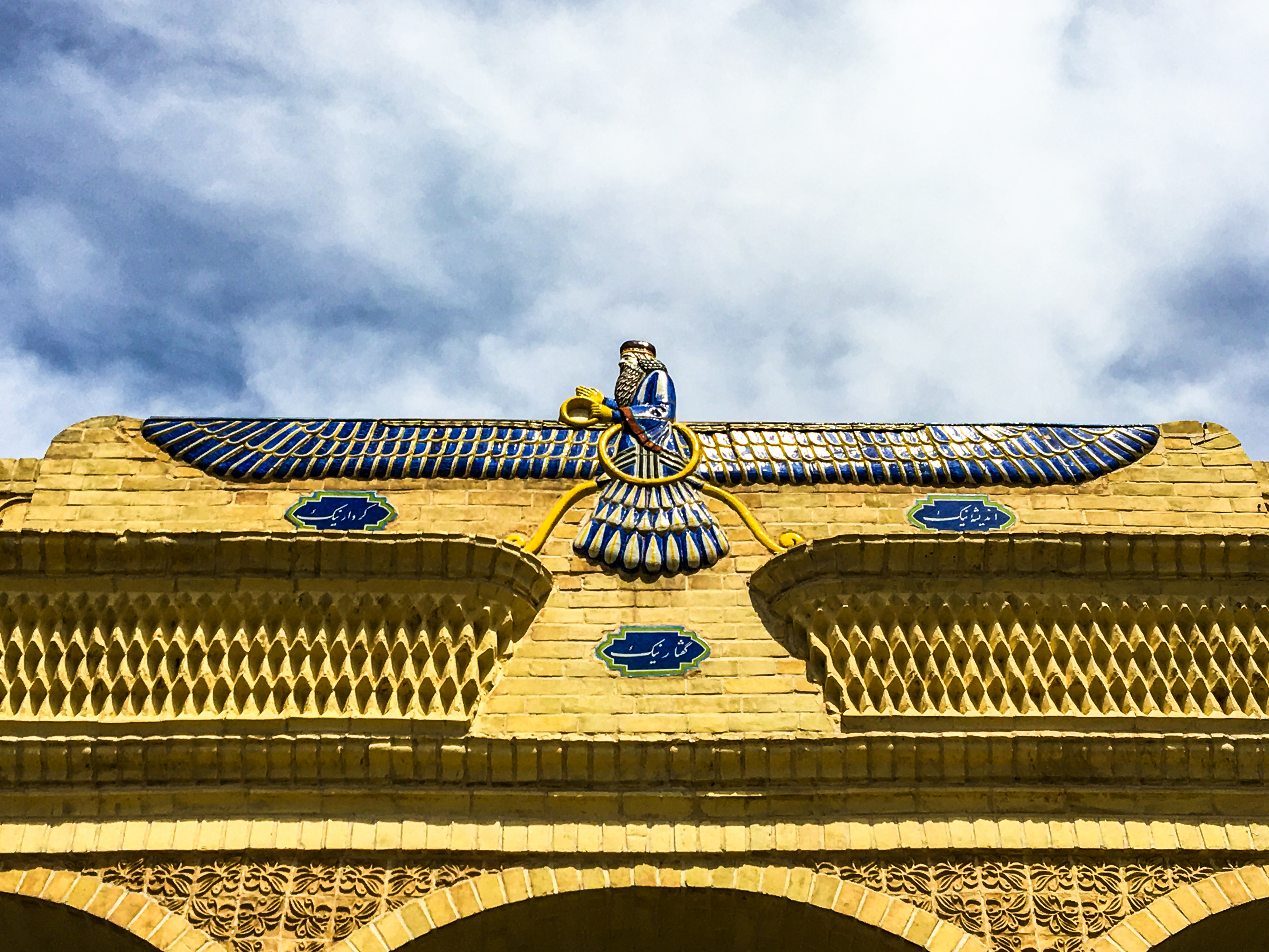
نصب تذكاري لزرادشت في يزد.

في التقليد الزرادشتي، الحياة هي حالة مؤقتة من المُتوقع أن يشارك الإنسان فيها بشكل نشط في المعركة الدائمة بين الآشا والدروج. قبل ولادة الإنسان، تكون روحه (الأورفان) لا تزال متحدة مع الروح الشخصية/العليا (فرافاشي) التي كانت موجودة منذ أن خلق أهورامزدا الكون. تلعب الفرافاشي قبل انقسام الأورفان دورًا مساعدًا في الحفاظ على الخلق مع أهورامزدا. أما أثناء حياته، تلعب الفرافاشي دور المفاهيم الطموحة، والحماة الروحيين، كما يتم تبجيل سلالة الفرافاشي، والأسلاف الثقافيين والروحيين، والأبطال ولا يمكن طلب المساعدة منهم. في اليوم الرابع بعد الموت، تتحد الأورفان من جديد مع الفرافاشي الخاص بها، ويتم خلال ذلك جمع تجارب الحياة في العالم المادي من أجل المعركة المستمرة في العالم الروحي.
في القسم الأكبر من الزرادشتية، لا تُعد فكرة التقمص موجودة، على الأقل ليس قبل الوصول إلى مرحلة الفراشوكيريتي. يؤمن متبعو مذهب علم الوجد (بالأفستية: Ilm-e-Kshnoom) في الهند بالتقمص وهم نباتيون، بالإضافة إلى إيمانهم بالعديد من الآراء الحالية غير التقليدية، على الرغم من وجود تعليمات لاهوتية عديدة تؤيد النباتية في التاريخ الزرادشتي وادعاءات بكون زرادشت نفسه نباتيًا.
في الزرادشتية، يُعتبر الماء والنار عوامل تدل على طهارة الطقوس، وتُعتبر طقوس التطهير المرتبطة بهما أساس المراسم. في علم أصل الكون الزرادشتي، الماء والنار هما العنصران الأساسيان الثاني والأخير على التوالي اللذان خُلقا، ويعتبر الكتاب المقدس أن أصل الماء نار. يُعتبر كل من الماء والنار أساسيين لاستمرار الحياة، ولكل منهما تمثال في ساحة معبد النار. عادة ما يصلي الزرادشتيون بحضور شكل من أشكال النار (التي يمكن اعتبارها حاضرة في أي مصدر من مصادر الضوء)، ويشكل الطقس الذي يتوج الفعل الأساسي في العبادة «تقوية الماء». تُعتبر النار وسيطًا تُكتسَب من خلاله البصيرة الروحية والحكمة، ويُعتبر الماء مصدر تلك الحكمة. يُشار أيضًا إلى النار والماء على أنهما الآلهة أتار وأناهيتا اللتان كُرِّست شعائر وتراتيل العبادة من أجلهما.

تُعتبر الجثة فريسة للتحلل، على سبيل المثال، الدروج. وبالتالي يفرض الكتاب المقدس التخلص الآمن من الجثث بحيث لا تلوث الجثة الخلق الجيد. تُعتبر هذه الوصايا الأساس المذهبي للممارسات التقليدية المتلاشية بسرعة التي تشمل كشف الجثث على طيور القمام، وتُعرف هذه الممارسات باسم أبراج الصمت التي لا يوجد تعبير اصطلاحي يخصها في الكتاب المقدس أو التقاليد. يُطبق تقليد كشف الجثث حاليًا بشكل رئيسي من قبل المجتمعات الزرادشتية في شبه القارة الهندية، في أماكن يكون فيها ذلك قانونيًا، وحيث لا يؤدي التسميم باستخدام الديكلوفيناك إلى انقراض طيور القمام. تحرق بعض المجتمعات الزرادشتية موتاها أيضًا أو تدفنهم في قبور مغلقة بمادة النورة، إذ يعمد الزرادشتيون إلى التخلص من موتاهم بأكثر الطرق الممكنة محافَظة على البيئة.

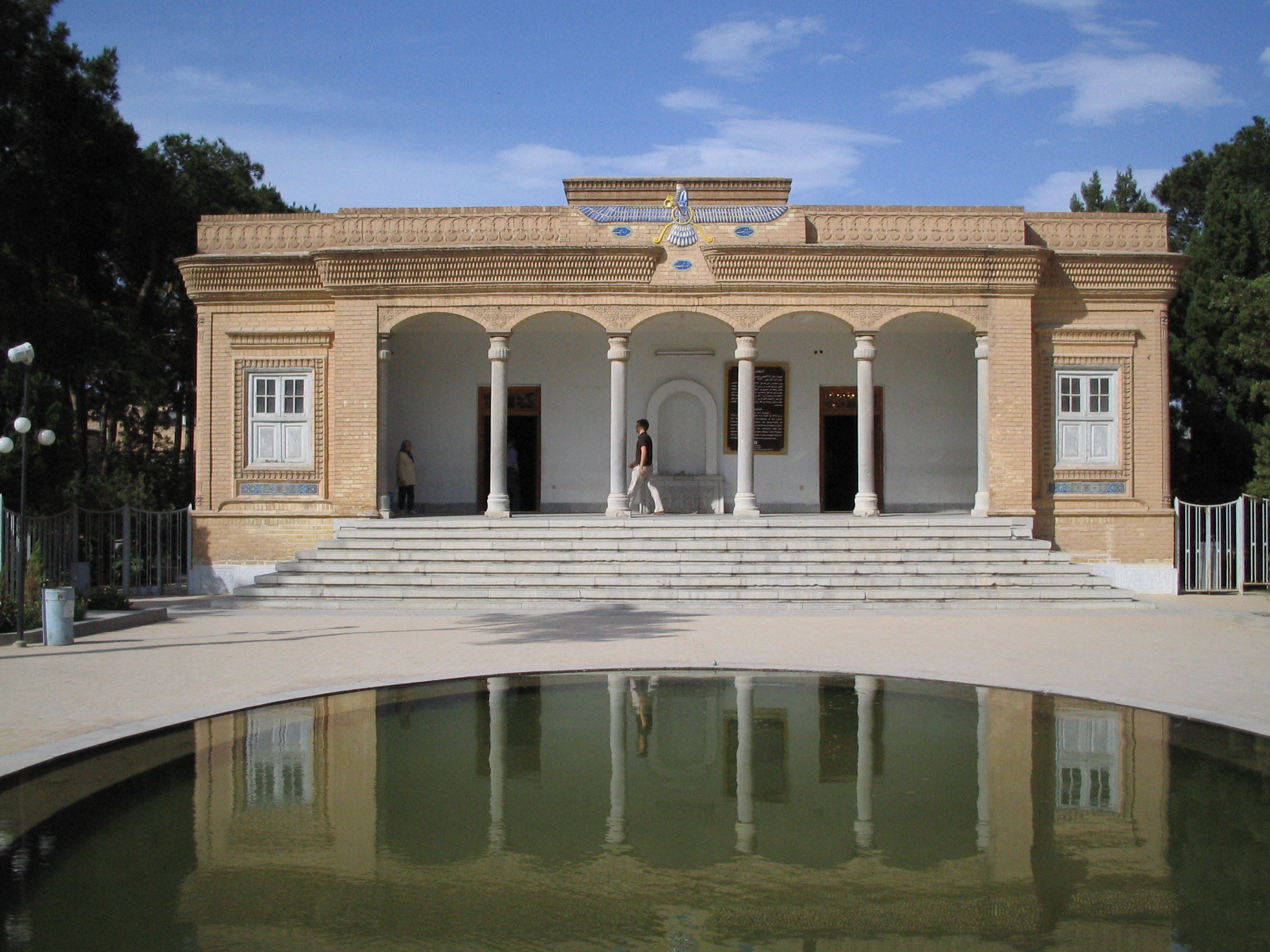
بيت النار في مدينة يزد الإيرانية

## الطقوس

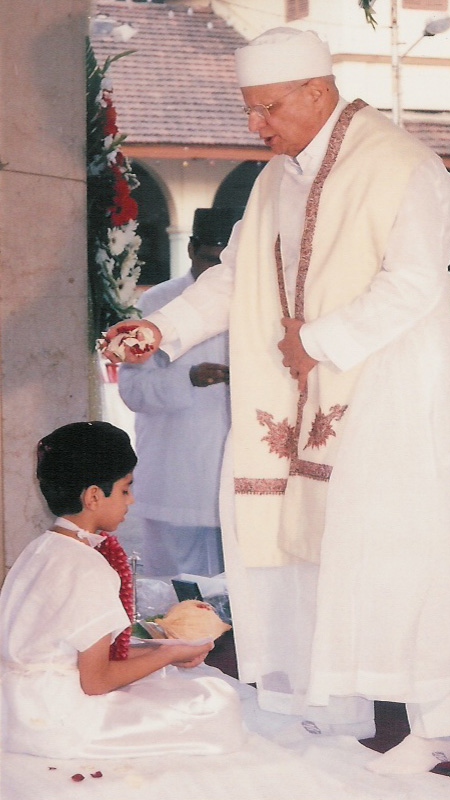
بارسي نافجوت، مراسم دخول (المعمودية)

هناك نوعان من الطقوس المركزية: طقوس النار وطقوس القربان «الهوما» والنار رمز أهورامازدا، ولابد أن تحفظ بعيداً عن التلوث في معبد النار، فلا تراها الشمس ولاعيون غير المؤمنين، وهناك عدد من النيران المقدسة يسهر عليها أوعلى خدمتها الكهنة. والنار الرئيسة هي «بهرام» أوملك النيران الذي يتوج على العرش وعند زيارة النار يضعون على جباههم علامة بالرماد رمزاً للتواضع والمساواة والقوة. والهوما نبات وإله على الأرض، وفي طقوس الهوما يسحق هذا الإله ومن عصيره يستخرج شراب الخلود. وفي هذه القرابين الخالية من الدماء يكون القربان في آن معاً هو الإله والكاهن والضحية يقوم المؤمن بتناوله مستبقاً بذلك القربان الذي سيقام في نهاية العام ويجعل جميع البشر خالدين.

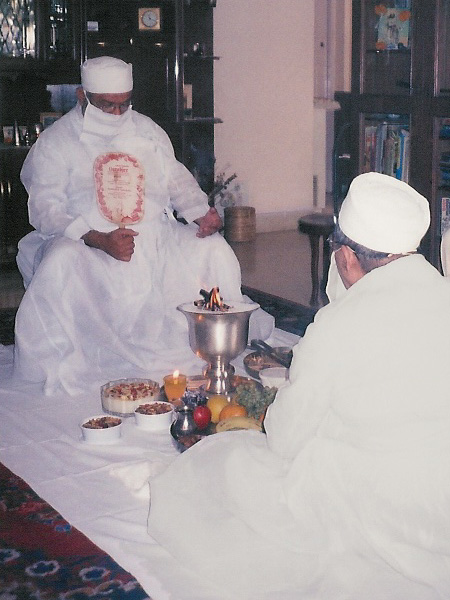
بارسي جاشان وهو طقس زرادشتي لتبريك البيت الجديد

وكان للزرادشتية تأثير عميق على تطور اليهودية منذ الخروج وما بعده، إضافة إلى تطوير بعض المعتقدات حول مملكة الله والحساب الأخير، والقيامة وابن الإنسان وأمير العالم والمخلص والكلمة وموت يسوع..
وقد أدت الزرادشتية في الواقع دوراً رئيسياً على مسرح التاريخ الديني للعالم، فقد عرفت اليونان زرادشت واحترمته في عصر أفلاطون، وانتشرت عبادة «ميثرا» وأثارت الزرادشتية فكرة المخلص في الديانة البوذية في صورة «ميثرا بوذا»، كما أثرت في تطور الإيمان اليهودي والمسيحي وصبغته بصبغتها، كما كان للزرادشتية تاثير كبير في الطوائف الباطنية من قرامطة وغيرهم، واعترفت بها البهائية وادعت أنها عثرت في «الزندافستا» على بشارات بظهور الباب والبهاء.

## الفلسفة الأخلاقية
لمّا صوّر الزردشتيون العالم في صورة ميدان يصطرع فيه الخير والشر، أيقظوا بعملهم هذا في خيال الشعب حافزاً قوياً مبعثه قوة خارجة عن القوى البشرية، يحض على الأخلاق الفاضلة ويصونها. وكانوا يمثلون النفس البشرية، كما يمثلون الكون، في صورة ميدان كفاح بين الأرواح الخيّرة والأرواح الشريرة ؛ وبذلك كان كل إنسان مقاتلاً، أراد ذلك أو لم يرده، في جيش الله أو في جيش الشيطان، وكان كل عمل يقوم به أو يغفله يرجح قضية أهورا مزدا أو قضية أهرمان. وتلك فلسفة فيها من المبادئ الأخلاقية ما يعجب به المرء أكثر مما يعجب بما فيها من مبادئ الدين - إذا سلمنا بأن الناس في حاجة إلى قوة غير القوى الطبيعية تهديهم إلى طريقهم الخُلق الكريم. فهي فلسفة تضفي على الحياة الإنسانية من المعنى ومن الكرامة ما لا تضفيه عليه النظرة العالمية القائلة بأن الإنسان ليس إلا حشرة دنيئة لا حول لها ولا طول (كما كان يقول أهل العصور الوسطى)، أو آلة تتحرك بنفسها كما يقول أهل هذه الأيام. ذلك أن بني الإنسان حسب تعاليم زردشت ليسوا مجرد بيادق تتحرك بغير إرادتها في هذه الحرب العالمية؛ بل كانت لهم إرادة حرة، لأن أهورا مزدا، كان يريدهم شخصيات تتمتع بكامل حقوقها، وفي مقدورهم أن يختاروا طريق النور أو طريق الكذب. فقد كان أهرمان هو الكذبة المخلدة، وكان كل كذاب خادماً له.
ونشأ من هذه الفكرة قانون أخلاقي مفصل رغم بساطته يدور كله حول القاعدة الذهبية وهي أن «الطبيعة لا تكون خيّرة إلا إذا منعت صاحبها أن يفعل بغيره ما ليس خيراً له هو نفسه».
وتقول الأبستاق أن على الإنسان واجبات ثلاثة. «أن يجعل العدو صديقاً وأن يجعل الخبيث طيباً، وأن يجعل الجاهل عالماً». وأعظم الفضائل عنده هي التقوى، ويأتي بعدها مباشرة الشرف والأمانة عملاً وقولاً. وحرّم أخذ الربا من الفرس، ولكنه جعل الوفاء بالدين واجباً يكاد أن يكون مقدساً.
ورأس الخطايا كلها (في الشريعة الأبستاقية كما هي في الشريعة الموسوية) هو الكفر. ولنا أن نحكم من العقوبات الصارمة التي كانت توقع على الملحدين بأن الإلحاد كان له وجود بين الفرس، وكان المرتدون عن الدين يعاقبون بالإعدام من غير توان. لكن ما أمر به السيد من إكرام ورحمة لم يكن يطبق من الوجهة العملية على الكفار، أي على الأجانب، لأن هؤلاء كانوا صنفاً منحطاً من الناس أظلهم أهورا- مزدا فلم يحبوا إلا بلادهم وحدها لكي لا يغزو بلاد الفرس.

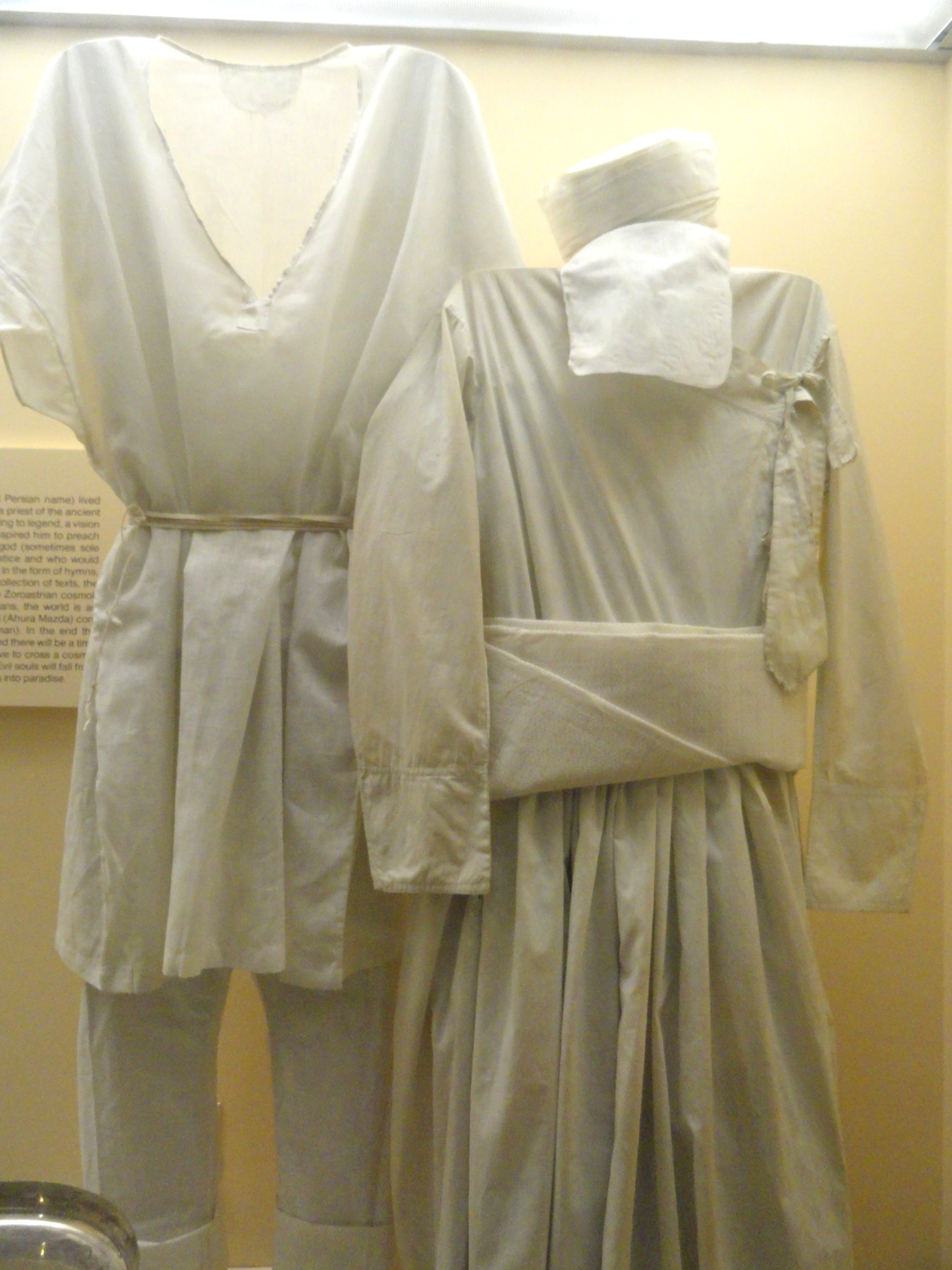
زي الكاهن الزرادشتي في مومباي.

ويقول هيرودوت أن الفرس: «يرون أنهم خير الناس جميعاً من جميع الوجوه». وهم يعتقدون أن غيرهم من الأمم تدنوا من الكمال بقدر ما يقرب موقعها الجغرافي من بلاد فارس، وأن «شر الناس أبعدهم عنها». إن لهذه الألفاظ نغمة حديثة وإنها لتنطبق على جميع الأمم في هذه الأيام. ولما كانت التقوى أعظم الفضائل على الإطلاق فإن أول ما يجب على الإنسان في هذه الحياة أن يعبد الله بالطهر والتضحية والصلاة.
ولم تك فارس الزردشتية تسمح بإقامة الهياكل أو الأصنام، بل كانوا ينشئون المذابح المقدسة على قمم الجبال، وفي القصور، أو في قلب المدن، وكانوا يوقدون النار فوقها تكريماً لأهورا- مزدا أو لغيره من صغار الآلهة. وكانوا يتخذون النار نفسها إلهاً يعبدونه ويسمونها أنار، ويعتقدون أنها ابن إله النور. وكانت كل أسرة تجتمع حول موقدها، تعمل على أن تظل نار بيتها متقدة لا تنطفئ أبدا، لأن ذلك من الطقوس المقررة في الدين.
وكانت الشمس نار السماوات الخالدة تعبد بوصفها أقصى ما يتمثل فيها أهورا- مزدا أو مثرا كما عبدها إخناتون في مصر. وقد جاء في كتابهم المقدس: «يجب أن تعظم شمس الصباح إلى وقت الظهيرة وشمس الظهيرة يجب أن تعظم إلى العصر، وشمس العصر يجب أن تعظم حتى المساء ... والذين لا يعظمون الشمس لا تحسب لهم أعمالهم الطيبة في ذلك اليوم».
وكانوا يقربون إلى الشمس، وإلى النار، وإلى أهورا- مزدا القرابين من الأزهار، والخبز، والفاكهة، والعطور، والثيران، والضأن، والجمال، والخيل، والحمير، وذكور الوعول. وكانوا في أقدم الأزمنة يقربون إليها الضحايا البشرية شأن غيرهم من الأمم. ولم يكن ينال الآلهة من هذه القرابين إلا رائحتها، أما ما يؤكل منها فقد كان يبقى للكهنة والمتعبدين، لأن الآلهة- على حد قول الكهنة- ليست في حاجة إلى أكثر من روح الضحية.

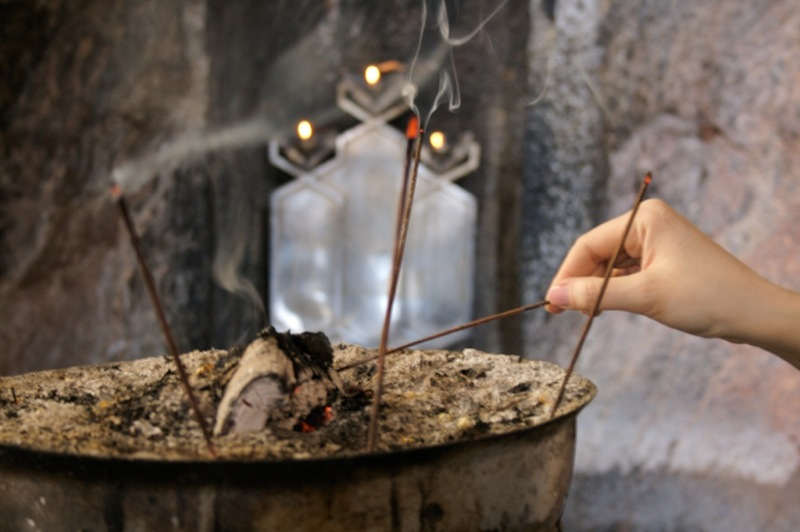
عيدان بخور، يد ورمز زرادشتية في تشاك تشاك، مقاطعة يزد في ايران.

وظلت العادة الآرية القديمة عادة تقديم عصير الهوما المسكر قرباناً إلى الآلهة باقية بعد انتشار الدين الزردشتي بزمن طويل، وإن كان زردشت نفسه جهر بسخطه على هذه العادة، وإن لم يرد لها ذكر في الأبستاق. وكان الكهنة يحتسون بعض هذا العصير المقدس، ويوزعون ما بقي منه على المؤمنين المجتمعين للصلاة. فإذا حال الفقر بين الناس وبين تقديم هذه القرابين الشهية، استعاضوا عنها بالزلفى إلى الآلهة بالأدعية والصلوات.
وكان أهورا مزدا كما كان يهوه يحب الثناء ويتقبله، ومن ثم فقد وضع للمتقين من عباده طائفة رائعة من صفاته أضحت من الأوراد المحببة عند الفرس. فإذا ما وهب الفارسي حياة التقى والصدق كان في وسعه أن يلقى الموت في غير خوف ؛ ومهما يكن من الأغراض التي يهدف إليها الدين فإن هذا المطلب كان أحد مطالبه الخفية.
وكان من العقائد المقررة أن أستواد إله الموت يعثر على كل إنسان أيا كان مقره ؛ فهو الباحث الواثق، الذي لا يستطيع الإفلات منه آدمي ولو كان من أولئك الذين يغوصون في باطن الأرض. كما فعل أفرسياب التركي الذي شاد له تحت أطباق الثرى قصراً من الحديد يبلغ ارتفاعه قدر قامة الإنسان ألف مرة، وأقام فيه مائة من الأعمدة، تدور في سمائه النجوم والقمر والشمس تغمره بأشعة النهار. وكان في هذا القصر يفعل كل ما يحلو له ويحيا أسعد حياة. ولكن لم يستطع رغم قوته وسحره أن يفر من أستواد ... كذلك لم يستطع النجاة منه من حفر الأرض الواسعة المستديرة التي تمتد أطرافها إلى أبعد الحدود كما فعل دهاق إذ طاف بالأرض شرقاً وغرباً يبحث عن الخلود فلم يعثر عليه. ولم يفده بأسه وقوته في النجاة من أستواد...ذلك أن أستواد المخاتل يأتي متخفياً إلى كل إنسان، لا يعظّم شخصاً، ولا يتقبل الثناء ولا الارتشاء، بل يهلك الناس بلا رحمة.
ولما كان من طبيعة الأديان أن ترهب وتنذر، كما تأسو وتبشر، فإن الفارسي رغم هذا كله لم يكن ينظر إلى الموت في غير رهبة إلا إذا كان جندياً يدافع عن قضية أهورا مزدا. فقد كان من وراء الموت، وهو أشد الخفايا كلها رهبة، وجحيم، وأعراف، وجنة. وكان لا بد لأرواح الموتى بأجمعها أن تجتاز قنطرة تصفى فيها، تجتازها الأرواح الطيبة فتصل في جانبها الثاني إلى «مسكن الفناء» حيث تلقاها وترحب بها «فتاة عذراء، ذات قوة وبهاء، وصدر ناهد، مليء»؛ وهناك تعيش مع أهورا- مزدا سعيدة منعمة إلى أبد الدهر.
أما الروح الخبيثة فلا تستطيع أن تجتاز القنطرة فتتردى في درك من الجحيم يتناسب عمقه مع ما اقترفت من ذنوب. ولم يكن هذا الجحيم مجرد دار سفلى تذهب إليها كل الأرواح طيبة كانت أو خبيثة كما تصفها الأديان الأقدم عهداً من الدين الزردشتي، بل كانت هاوية مظلمة مرعبة تعذب فيها الأرواح المذنبة أبد الآبدين. فإذا كانت حسنات الإنسان ترجح على سيئاته قاسى عذاباً مؤقتاً يطهره من الذنوب، وإذا كان قد إرتكب كثيراً من الخطايا ولكنه فعل الخير، لم يلبث في العذاب إلا إثني عشر ألف عام يرفع بعدها إلى السماء.
ويحدثنا الزردشتيون الصالحون بأن العالم يقترب من نهايته المحتومة ؛ ذلك بأن مولد زردشت كان بداية الحقبة العالمية التي طولها ثلاثة آلاف سنة، وبعد أن يخرج من صلبه في فترات مختلفة ثلاثة من النبيين ينشرون تعاليمه في أطراف العالم، يحلّ يوم الحساب الأخير، وتقوم مملكة أهورا- مزدا، ويهلك أهرمان هو وجميع قوى الشر هلاكاً لا قيام لها بعده. ويومئذ تبدأ الأرواح الطيبة جميعها حياة جديدة في عالم خال من الشرور والظلام والآلام: «فيُبعث الموتى، وتعود الحياة إلى الأجسام، وتترد فيها الأنفاس ... ويخلو العالم المادي كله إلى أبد الدهر من الشيخوخة والموت والفساد والانحلال».
وهنا أيضاً نستمع، كما نستمع في كتاب الموتى المصري، إلى التهديد بيوم الحساب الرهيب، وهو تهديد يلوح أنه انتقل من فلسفة الحشر الفارسية إلى الفلسفة اليهودية أيام أن كانت للفرس السيادة على فلسطين - ألا ما أروعه من وصف خليق بأن يرهب الأطفال فيصدعوا أوامر آبائهم! ولما كان من أغراض الدين أن ييسر ذلك الواجب الصعب الضروري، واجب تذليل الصغار على يد الكبار، فإن من حق الكهنة الزردشتيين أن نقرّ لهم بما كانوا عليه من مهارة في وضع قواعد الدين.
وإذا ما نظرنا إلى هذا الدين في مجموعهِ ألفيناه ديناً رائعاً أقل وحشية ونزعة حربية، وأقل وثنية وتخريفاً من الأديان المعاصرة له، وكان خليقاً بألا يُقضى عليه هذا القضاء العاجل. وأتى على هذا الدين حين من الدهر في عهد دارا الأول كان فيه المظهر الروحي لأمة في أوج عزها. ولكن بني الإنسان يولعون بالشعر أكثر من ولعهم بالمنطق، والناس يهلكون إذا خلت عقائدهم من بعض الأساطير.
ومن أجل هذا ظلت عبادة مثرا وأنيتا- إله الشمس وإلهة الإنبات والخصب والتوالد والأنوثة- ظلت هذه العبادة قائمة إلى جانب دين أهورا- مزدا الرسمي تجد لها أتباعاً مخلصين، وعاد إسماهما إلى الظهور من جديد في النقوش الملكية أيام أرت خشتر الثاني، وأخذ اسم مثرا بعدئذ يعظم ويقوى، كما أخذ أهورا- مزدا يضمحل. وما أن وافت القرون الأولى من التاريخ الميلادي حتى انتشرت عبادة مثرا الإله الشاب ذو الوجه الوسيم- الذي تعلو وجهه هالة من نور ترمز إلى الوحدة القديمة بينه وبين الشمس- في جميع أنحاء الدولة الرومانية، وكان انتشارها هذا من أسباب الاحتفال بعيد الميلاد عند المسيحيين.
ولو أن زردشت كان من المخلدين لتوارى خجلاً حين يرى تماثيل أنيتا أفرديتي الفرس، تقام في كثير من مدن الإمبراطورية الفارسية بعد بضعة قرون من وفاته. وما من شك في أنه كان يسوئه أن يجد صحفاً كثيرة من صحف وحيه قد خصها المجوس بطلاسم لشفاء المرضى والتنبؤ بالغيب والسحرز وذلك أن «الرجال العقلاء» أي كهنة المجوس قد غلبوا زردشت على أمره، كما يغلب الكهنة في آخر الأمر كل عاتٍ عاصياً كان أو زنديقاً، وذلك بأن يضموه إلى دينهم أو يستوعبوه فيه ؛ فسلكوا أولاً في عداد المجوس، ثم لم يلبثوا أن نسوا ذكره.
وما لبث هؤلاء المجوس بزهدهم وتقشفهم، واقتصارهم على زوجة واحدة، ومراعاتهم لمئات من الطقوس المقدسة، ومن تطهرهم بمئات الأساليب اتباعا لأوامر الدين وطقوسه، وبامتناعهم عن أكل اللحوم، وبملبسهم البسيط الذي لا تكلف ولا تظاهر فيه، ما لبث هؤلاء أن إشتهروا بالحكمة بين الشعوب الأجنبية، ومنهم اليونان أنفسهم، كما أصبح لهم على مواطنيهم سلطان لا تكاد تعرف له حدود. لقد أصبح ملوك الفرس أنفسهم من تلاميذهم، لا يقدمون على أمر ذي بال إلا بعد استشارتهم فيه، فقد كانت الطبقات العليا منهم حكماء، والسفلي متنبئين وسحرة، ينظرون في النجوم ويفسرون الأحلام ؛ وهل ثمة شاهد على كعبهم أكبر من أن اللفظ الإنجليزي المقابل لكلمة «السحر» Magic مشتق من إسمهم.
وأخذت العناصر الزردشتية في الديانة الفارسية تتضاءل عاماً بعد عام ؛ نعم إنها إنتعشت وقتاً ما أيام الأسرة الساسانية (226- 651 ب. م)، ولكن الفتح الإسلامي وغزو التتار قضيا عليها القضاء الأخير. ولا يوجد أثر للديانة الزردشتية في هذه الأيام إلا بين عشائر قليلة العدد في ولاية فارس، وبين البارسيين من الهنود الذين يبلغ عددهم تسعين ألفاً. ولا تزال هذه الجماعة حفيظة على كتبها المقدسة، تخلص لها وتدرسها، وتعبد النار والتراب، والأرض والماء، وتقدسها، وتعرض موتاها في «أبراج الصمت» للطيور الجارحة كي لا تدنس العناصر المقدسة بدفنها في الأرض أو حرقها في الهواء. وهم قوم ذوو أخلاق سامية وآداب رفيعة، وهم شاهد حي على فضل الدين الزردشتي وما له من أثر عظيم في تهذيب بني الإنسان وتمدينهم.
فلسفتها
لعل ظهور زرادشت في منطقة جغرافية مجاورة للأراضي العربية، التي أشرقت على أرضها الرسالات السماوية كلها قد لعب دورًا بارزًا في أفكاره ومعتقداته، بل وفي سيرته التي يتناقلها أتباعه من بعده؛ حيث نلمح في بعض كلامه بعضا من ملامح التوحيد، والبعث، والجنة والنار، ولعل ذلك يرجع إلى الحنيفية دين إبراهيم -عليه السلام-، الذي كان منتشرًا في الجزيرة العربية، ولقد عامل المسلمون الزرادشتيين مثل معاملة أهل الكتاب.

## العلاقة مع الأديان الأخرى

### المانوية
كثيراً ما تُقارن الزرادشتية بديانة إيرانيَّة أخرى وهي المانوية، مع أنَّ المانويَّة أقرب في تعاليمها إلى الديانات الغنوصية، سطحياً تبدو هذه المقارنة ملائمة، فالمانوية تمتلك الصفات الرئيسيَّة التي تتميَّر بها الديانات الإيرانيَّة، فالمانوية - مثل الزرادشتيَّة - مثنوية في تصوُّرها للعالم وتُقدِّس اليازاتا إلى درجة الألوهيَّة، لكنَّ المثنوية المانوية مختلفة في كونها ثنائيَّة الروح والمادَّة، يمثِّل فيها الخير نتاج الروح والشر نتاج المادة، وهو ما ساهم في شيوع المانويَّة بين الروحانيين والمتصوِّفة، لملائمة هذه التصور الروحانيَّة المألوفة لديهم. على النقيض ليس هناك مكان للتصوُّف والزهد في الزرادشتيَّة، ولا إشارة في أدبياتها إلى مثنوية الروح والمادَّة، والمثنوية في الزرادشتيَّة تشير إلى قوى الخير والشر - الآلهة والشياطين - في صراعهم المصيري. وفقاً لتعاليم ماني فإنَّ العالم مادي وأجساد البشر مصنوعة من نفس مادَّة الشيطان، أمَّا في الزرادشتيَّة خالق العالم المادي هو أهورامزدا الذي لم يخلق شراً. ولهذه الاختلافات تعرَّض ماني وأتباعه إلى الاضطهاد من قبل الكهنة المجوس، والعلاقة بين رجال الدين من الديانتين تشوبها العداوة. يصف غيراردو نولي العلاقة بين الزرادشتيَّة والمانويَّة بالآتي: «يمكن الافتراض أنَّ أصول المانويَّة في التقاليد الدينيَّة الإيرانيَّة، وعلاقتها بالمازدانية أو الزرادشتية أشبه ما تكون بعلاقة المسيحية باليهودية»، على النقيض كتب والتر برونو هينينغ: «جدير بالذكر أنَّ ماني، الذي نشأ وقضى معظم حياته في إحدى أقاليم الإمبراطورية الفارسيَّة، والذي تعود أصول أمه إلى عائلة بارثية مشهورة، لم يلتفت إلى التقليد الميثولوجي الإيراني بتاتاً».

## المجوس في اللغة العربية
كلمة «مجوس» معرَبة عن لفظة مجوس (جيم مصرية) (بالفارسية: مگوس) والتي تعني مفسر الرؤى، وهي من الألفاظ التي دخلت إلى اليونانية كذلك، حيث وردت لفظة «ماجي»، فيها، وهي جمع «مجوس». مجوس هي جمع لكلمة ماج وهي ديانتهم وأصحاب الديانة هم مجوس. معرب من کلمة ومنها کلمة مغاس - مغان وبگ وبیک. مگوس کلمة فهلویه أو مِن الفارسية القدیمة أي الشخص الذي یُفسر الرؤى والأحلام ویُخبر أخبار الغیب کالمنجم والتنجیم. ومجوس أیضاً هو اسم رب عند الفرس القدماء وهو رب القدرة.